# Dwayne Johnson
Dwayne Douglas Johnson (Hayward, 2 de maio de 1972), também conhecido pelo seu nome no ringue The Rock, é um ator americano, ex-lutador profissional e ex-jogador de futebol americano universitário pela Universidade de Miami, vencendo o campeonato nacional em 1991 pelo Miami Hurricanes. Também atuou pelo Calgary Stampeders na Liga Canadense de Futebol, sendo cortado após dois meses durante a temporada de 1995. Mais tarde tornou-se lutador profissional como seu avô, Peter Maivia, e seu pai, Rocky Johnson.
Originalmente anunciado como "Rocky Maivia", ele ganhou fama nacional durante sua passagem pela World Wrestling Federation (WWF/E) entre 1996 e 2004 como a principal figura da empresa durante a Attitude Era, se tornando no primeiro lutador de terceira geração a competir na companhia. Ele retornou como um lutador ocasional entre 2011 e 2013, continuando a fazer aparições esporádicas após isso. Em julho de 2018, ele ganhou 17 títulos na WWE, incluindo dez reinados como campeão mundial, tendo ganhado o WWF/E Championship oito vezes e o WCW World Championship em duas ocasiões. Ele também ganhou o Intercontinental Championship duas vezes e o WWF Tag Team Championship cinco vezes, sendo por isso o sexto lutador da história a completar a tríplice coroa da WWE. Na empresa, ele ainda ganhou o Royal Rumble de 2000. The Rock é considerado por críticos e fãs como um dos maiores lutadores na história da WWE, bem como o lutador que arrecadou mais bilheteria na história da luta livre.
A autobiografia de Johnson chamada The Rock Says..., foi co-escrita com Joe Layden, e publicada em 2000. Ele estreou na primeira posição da lista de best sellers do The New York Times, tendo permanecido nessa lista por várias semanas. O primeiro papel principal de Johnson em filmes foi em The Scorpion King em 2002. Para este papel, lhe foi pago $ 5,5 milhões, um recorde mundial para um ator em seu primeiro papel de protagonista. Ele já apareceu em vários filmes, incluindo The Rundown, The Game Plan, Get Smart, The Other Guys e Faster. Seu papel mais marcante foi como Luke Hobbs na franquia The Fast and the Furious. Ele também organizou e produziu a série The Hero no canal TNT.

## Primeiros anos
Johnson nasceu em Hayward, Califórnia, em 2 de maio de 1972, filho de Ata Johnson (née Maivia; nascida em 1948) e o ex-lutador profissional Rocky Johnson (nascido como Wayde Douglas Bowles; 1944-2020). Crescendo, Johnson morou brevemente em Grey Lynn, Auckland, Nova Zelândia com a família de sua mãe, onde ele jogou rugby e frequentou a Richmond Road Primary School antes de retornar para os Estados Unidos.
O pai de Johnson era um negro da Nova Escócia com uma pequena quantidade de ascendência irlandesa. Sua mãe é samoana. Seu pai e Tony Atlas foram os primeiros campeões de duplas negros na história da WWE, em 1983. Sua mãe é filha adotiva de Peter Maivia, que também foi um lutador profissional. A avó materna de Johnson, Lia, foi uma das primeiras mulheres promotoras de luta profissional, assumindo a Polynesian Pacific Pro Wrestling após a morte de seu marido em 1982 e gerenciando-a até 1988. Através do seu avô materno Maivia, Johnson é um parente não consanguíneo da família de lutadores Anoa'i. Em 2008, Johnson introduziu seu pai e avô no WWE Hall of Fame.
Johnson frequentou a escola primária Montclaire em Charlotte, Carolina do Norte, antes de se mudar para Hamden, Connecticut, onde frequentou a escola primária Shepherd Glen e, em seguida, a escola secundária Hamden. Johnson frequentou a Escola Secundária Presidente William McKinley em Honolulu e depois a Escola Secundária Glencliff e a Escola Secundária McGavock, ambas em Nashville, e depois a Escola Secundária Freedom em Bethlehem Township, no Vale do Lehigh, onde se formou em 1990.
Na Freedom High School, no Vale de Lehigh, Johnson inicialmente teve dificuldades e foi atraído para uma cultura de conflitos e pequenos crimes. Antes dos 17 anos, ele foi preso várias vezes por brigas, roubo e fraude de cheque e foi suspenso por duas semanas por briga. O jornal local posteriormente o descreveu como "um adolescente problemático com histórico de confrontos com a polícia". O treinador de futebol americano da Freedom High School, Jody Cwik, porém, viu potencial atlético em Johnson e o recrutou para se juntar ao time de futebol americano da Freedom, onde jogou como defensive tackle. A experiência marcou o início de uma transformação pessoal para Johnson. "Meu processo de pensamento começou a mudar. Foi quando comecei a pensar em metas e no que eu queria realizar", disse ele posteriormente sobre sua experiência no futebol americano do ensino médio.
Além de jogar futebol americano na Freedom High School, Johnson também foi membro das equipes de atletismo e luta livre da escola. Assim como o time de futebol americano, as equipes de atletismo e luta livre da escola competiam na Conferência Atlética da Pensilvânia Oriental (EPC), uma conferência esportiva de ensino médio conhecida por estar entre as melhores do país. Os programas de luta livre da EPC foram classificados como os melhores do país pela revista WIN e foram descritos como "entre os melhores do país no esporte por quase três décadas", e Johnson rapidamente se viu enfrentando alguns dos lutadores de ensino médio mais experientes do país.
Em seu último ano na Freedom High School, Johnson havia jogado apenas dois anos de futebol americano do ensino médio, mas o fato de ter se destacado em um time de uma divisão atlética de elite do ensino médio, conhecida nacionalmente por produzir uma longa lista de atletas profissionais e olímpicos, incluindo futuras estrelas da NFL como Andre Reed, Saquon Barkley, Kyzir White e outros, chamou a atenção dos programas universitários da NCAA Division I. Os recrutadores de futebol universitário classificaram Johnson como um dos dez melhores tackles defensivos de ensino médio do país. Ele optou por aceitar uma oferta de bolsa de estudos atlética completa da Universidade de Miami, cujo programa de futebol americano era um dos melhores do país na época.

## Carreira

### Futebol americano
Começou a jogar futebol americano na Escola Secundária Bethlehem's Freedom, uma das mais competitivas conferências de futebol americano das escolas secundárias do país. Obteve e recebeu convites e bolsas de várias universidades, tendo escolhido a Universidade de Miami para jogar como defensivo e tornou-se membro da equipe de futebol americano da mesma.
Em 1991, ele fez parte do Miami Hurricanes equipe do campeonato nacional e uma das mais fortes da época mas infelizmente sofreu uma lesão nas costas e foi obrigado a abrir mão de uma vaga na NFL, foi substituído pelo colega de time e futura estrela da National Football League Warren Sapp.
Depois de ter se recuperado da lesão, assinou um contrato de três anos com a liga canadense (CFL) pelo Calgary Stampeders, mas abandonou após um ano para seguir a carreira no wrestling.
Enquanto frequentava a universidade de Miami, conheceu Dany Garcia, sua futura esposa. Garcia se formou na universidade em 1992, era membro do seu Conselho de Administração. Johnson graduou-se em Miami, em 1995, como Bacharel em Estudos Gerais e uma dupla habilitação em criminologia e fisiologia.
Em 10 de novembro de 2007, voltou a o Orange Bowl em Miami para participar das festividades em torno da Universidade de Miami.
Johnson tem dois sobrinhos que jogam futebol. Kaluka Maivia jogou futebol na USC e foi Chamado pelo Cleveland Browns em 2009, enquanto o irmão Kaluka Kai Maivia atualmente joga na UCLA.

## Wrestling

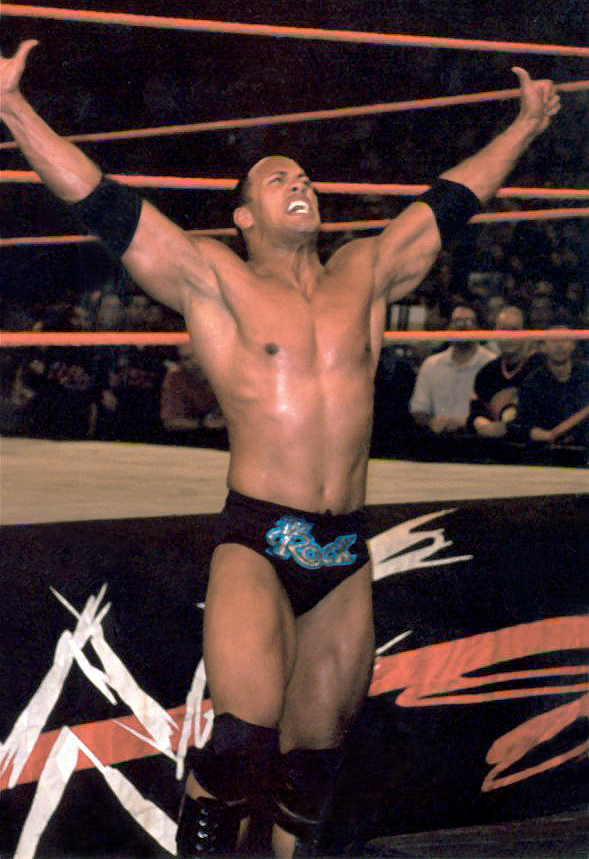
Dwayne Johnson fazendo sua entrada na WWE, com o ring name de The Rock.

Quando declarou sua intenção de se juntar ao negócio da família, seu pai Rocky Johnson concordou em treinar seu filho, advertindo o que não iria ser um treinamento fácil. Com ajuda de Pat Patterson ex-lutador, executivo e veterano na WWF, Dwayne iniciou sua carreira na WWF e logo em sua primeira apresentação cativou a todos com sua agilidade e seu carisma, logo assinando um contrato com a WWE.

### WWE (1996)
Johnson fez sua estreia em 1996 na WWF sob o ring name Rocky Maivia, que combinou os nomes de seu pai e avô; Johnson foi inicialmente relutante à ideia, mas foi convencido a ir em frente com o nome, por Vince McMahon e Jim Ross, também ganhou o apelido de "The Blue Chipper" Devido ao traje azul que Johnson usava. a WWF dava muito valor à sua conexão com seu pai e avô, chamando-o de "wrestler de terceira geração".
Quando Jonhson fez sua iniciação como um wrestler ele era um "clean-cut face character" (favorito dos fãs), foi pressionado fortemente desde o início, apesar de sua falta de experiência no ringue.
Ele fez sua estreia no Survivor Series em Novembro de 1996, em uma luta com oito homens onde o objetivo era a eliminação de um por um dos participantes, o último que ficasse no ring era coroado o vencedor, Johnson foi o vencedor.
Johnson venceu o WWF Intercontinental Championship de Hunter Hearst Helmsley no Raw em 13 de fevereiro de 1997, após apenas três meses na empresa.
No dia 31 de março de 1997 fez sua primeira defesa de título e derrotou Bret Hart por desclassificação.

### Nation Of Domination e feud com a DX (1997-1998)
Após perder o Intercontinental Championship para Owen Hart em 28 de abril de 1997 na edição do Raw is War, e retornando de uma lesão, The Rock se transformou em um personagem "Heel" (vilão). Ingressou na Nation of Domination com Faarooq (mais tarde membro da APA), D'Lo Brown e Kama.
Durante este tempo, ele se recusava a reconhecer o nome "Rocky Maivia", e começava ali a se referir a si mesmo na terceira pessoa como "The Rock".
Em suas promos insultava o público, Em nítido contraste com a personalidade muito positiva ele agora era um valentão carismático.
Johnson ficou logo conhecido por suas promos, ele tinha muita habilidade com o microfone, habilidade que ele possui até os dias de hoje. Em sua autobiografia de 2000, Johnson atribuíu esta habilidade ao seu excepcional desempenho nas aulas de comunicações de voz em Miami.
No In Your House: D-Generation X, Stone Cold Steve Austin derrotou The Rock em menos de seis minutos para reter o Intercontinental Championship. Na noite seguinte no Raw is War, Austin foi ordenado por Mr. McMahon a defender o Intercontinental Championship em uma revanche, mas Austin decidiu abrir mão dele, e entregou o título nas mãos de Rock, antes de realizar o Stone Cold Stunner sobre ele. The Rock passou o final de 1997 e início de 1998 em uma Feud com dois rivais: Stone Cold Steve Austin e Ken Shamrock.
A próxima Feud de The Rock seria com Faarooq, que estava Furioso com The Rock pois este o expulsou do "Nation Of Domination". Os dois tiveram um combate pelo título na Over the Edge, onde The Rock manteve-se com o Intercontinental Championship.
The Rock, em seguida, começou uma Feud com Triple H e D-Generation X.
Os outros membros da Nation Of Domination lutaram contra a DX, enquanto The Rock lutou contra Triple H pelo Intercontinental Championship. Eles tiveram uma primeira luta no two out of three falls match que era um tipo de melhor de 3 no Fully Loaded, onde The Rock venceu e manteve o título de forma controversa. Isso levou a uma ladder match no SummerSlam onde The Rock perdeu seu título.
No Breakdown, The Rock derrotou Ken Shamrock e Mankind em uma triple threat steel cage match para se tornar o Number One contender para o WWF Championship antes de rivalizar com seu colega da Nation Of Domination Mark Henry, No que causou a dissolução da Nation Of Domination.
Ao longo dos anos, sua popularidade na luta livre foi crescendo em uma escala em que Rock se tornou mais querido pelo público de que antigas estrelas do wrestling, formando legiões de fãs ao longo de sua carreira.
| “ | If You smeeeeeel... what The Rock, is cooking! | ” |

The Rock ganhou um total de nove títulos de estatuto mundial (sete vezes campeão da WWE e duas vezes campeão mundial de Pesos-Pesados da WCW) em quatro anos (ganhou o seu primeiro em 15 de Novembro de 1998, e o seu último em 21 de Julho de 2002), ano em que entrou definitivamente no cinema.

### The Corporation (1998-1999)

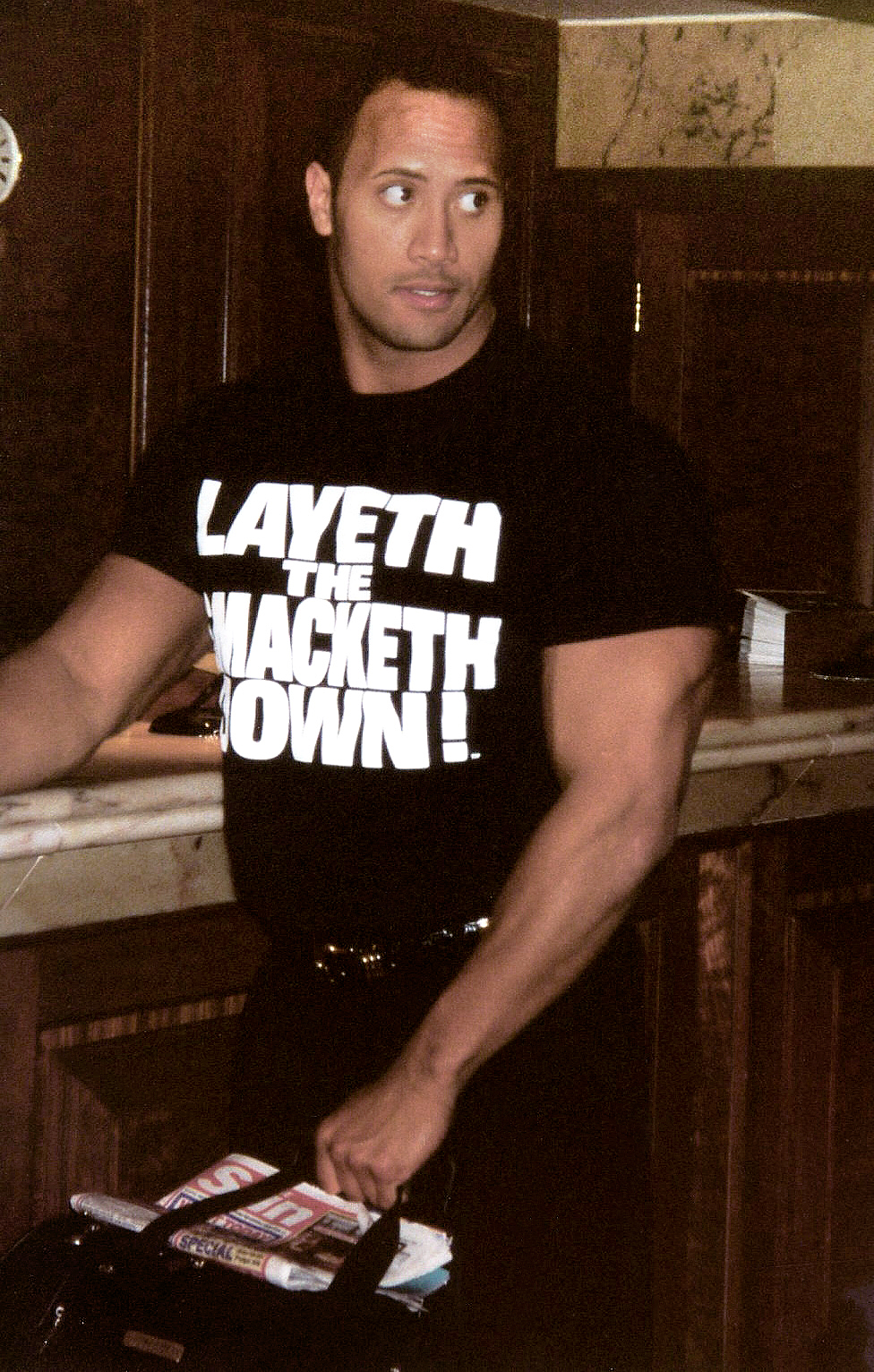
A popularidade de Rock foi alimentada por seu carisma e habilidade com o microfone, que muitas vezes o levou a muitos bordões memoráveis

A popularidade de Johnson como The Rock vinha crescendo muito, começou a realizar muitas entrevistas divertidas, e assim ele ficou mais querido entre os fãs, começando ali a se auto-Denominar The People's Champion (Campeão do povo), A reação dos fãs efetivamente o transformou em um Face Character (Bom Moço).
Começou uma feud com Mr. McMahon, que disse que tinha "um problema com o povo" e assim ele deve objetivar "Campeão do Povo" (como The Rock alegou-se ser).
Uma reviravolta ocorreu no Survivor Series, quando The Rock derrotou o aliado de Mr McMahon, Mankind então vilão na final do "Luta Mortal" torneio para o WWF Championship. No final da luta, The Rock aplicou um Sharpshooter em Mankind, McMahon foi chamado para tocar a campainha, em seguida, foi ordenado que Rock fosse declarado o vencedor.
The Rock então se aliou á Shane McMahon e Mr McMahon como peça principal na recémm formada aliança, a The Corporation.
The Rock virou um vilão novamente e ficou ao lado de Vince e Shane McMahon, Este foi também o início de um turno duplo, Makind foi expulso da The Corporation e mais tarde se tornou um favorito dos fans.
The Rock ganhou seu próprio pay-per-view, Rock Bottom: In Your House, onde teve uma revanche contra Mankind pelo WWF Championship. Mankind venceu a luta após aplicar o Sr. Socko e a garra da mandíbula, mas Mr. McMahon disse que Rock não havia perdido a luta, por consequencia The Rock iria manter o seu título.
The Rock continuou sua rivalidade com Mankind pelo WWF Championship, No dia 4 de janeiro de 1999 o título mudou de mãos durante o evento principal do Raw is War, quando Mankind derrotou The Rock após uma interferência de Stone Cold Steve Austin. The Rock conquistou novamente o WWF Championship em uma "I Quit" match no Royal Rumble em 24 de janeiro de 1999, quando uma gravação de Makind dizendo "I Quit" (eu desisto) de um segmento da entrevista foi jogado no sistema de som. Este segundo reinado não durou muito, em 31 de janeiro de 1999, Mankind derrotou The Rock usando uma empilhadeira em um Empty Arena Match onde os lutadores podiam usar tudo, desde sacos de pipoca até lixo para agredir um ao outro. Esta disputa continuou até o dia 15 de fevereiro edição do Raw is War, quando The Rock venceu o seu terceiro Campeonato da WWF numa ladder match, depois que Big Show aplicou do alto da escada um Chokeslam em Makind.

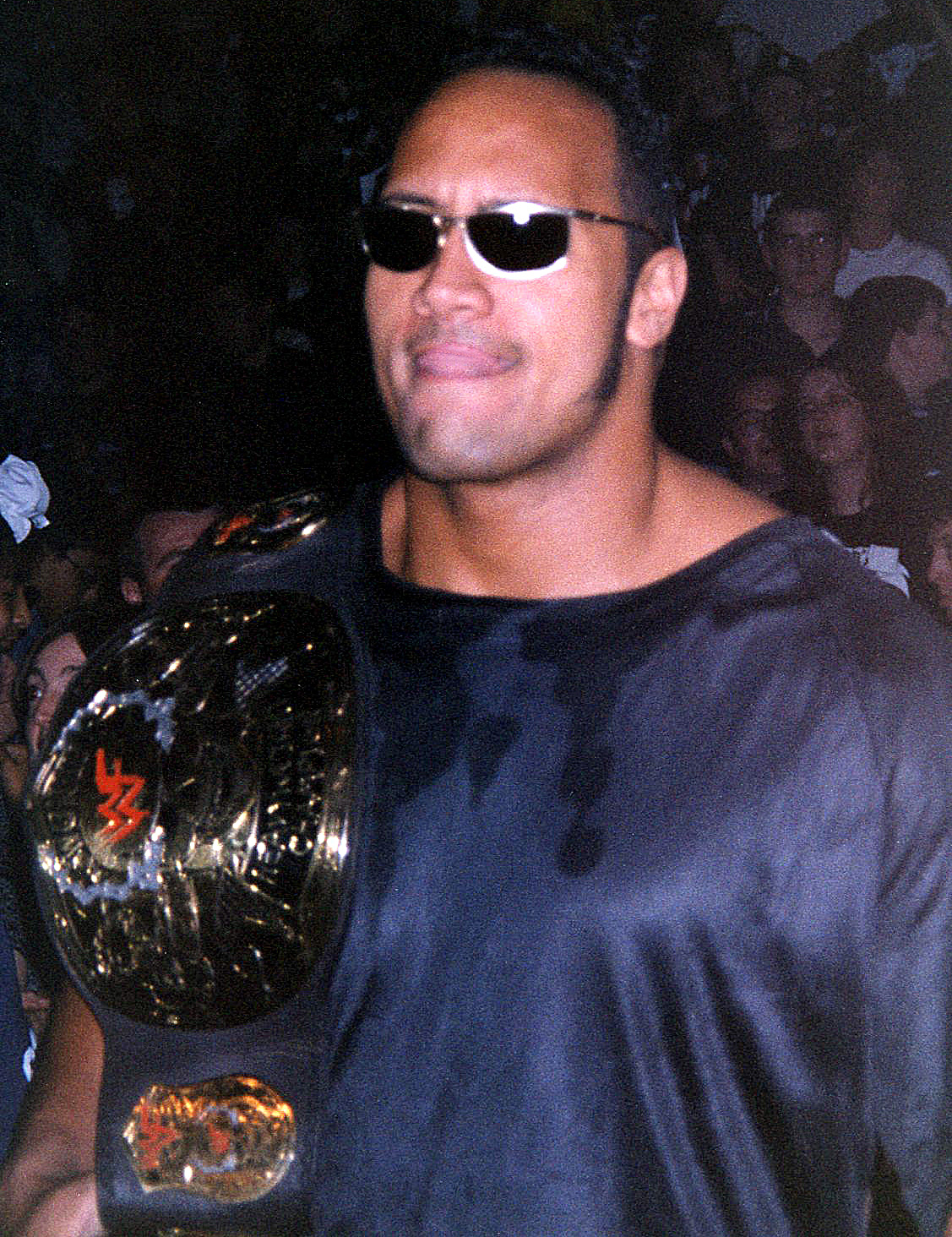
The Rock na época que fazia parte da The Corporation.

Com Mankind fora do caminho, The Rock tinha que defender o seu WWF Championship na WrestleMania XV, mas perdeu o cinturão para Austin, Os dois tiverão uma revanche mas The Rock novamente não conseguiu vencer Austin em uma luta no Backlash.
Apesar de The Rock ser um vilão, os fãs da WWF estavam torcendo para ele, devido à suas entrevistas muito engraçadas, promos e segmentos, que satirizava os lutadores e locutores.
The Rock voltou a ser um "Face character" depois de ter sido traído por Shane McMahon, e estabeleceu uma rivalidade com Triple H, The Undertaker, e The Corporate Ministry. Durante esta feud, ele às vezes se viu lutando ao lado de Steve Austin.
The Rock derrotou Triple H no Over the Edge, e depois perdeu para o campeão da WWF The Undertaker no King of the Ring. Durante meados de 1999, ele continuou a sua rivalidade com Triple H, perdendo para ele em uma luta para a definição do number one contender após interferência de Mr. Ass, Devido a isso, bem como a rivalizar com Triple H, The Rock começou uma briga com o Mr. Ass, inclusive derrotando-o em um duelo "Kiss My Ass" no SummerSlam.

### Rock and Sock Connection (1999)
No final do ano de 1999 Rock encontrou-se em várias lutas de equipes, se juntou ao ex-inimigo Makind para criar a Rock and Sock Connection, depois de The Rock desafiar a equipe de The Undertaker e Big Show, e Makind oferecendo sua ajuda, eles ganharam pela primeira de três vezes o WWF Tag Team Championship. Além do título a equipe foi considerada como uma das equipes mais divertidas da história, Makind sempre imitava The Rock, que sempre ignorava Makind, com ambos os lutadores tendo o apoio da multidão.
A equipe também estava envolvida em um segmento que ocorreu no Raw is War, chamado "This Is Your Life", em que Makind tirou as pessoas do passado de Rock, como a sua namorada de colégio e professora de ginástica. O segmento obteve uma audiência 8,4 e é, até hoje, um dos maiores segmentos em termos de audiência na história da Raw.

### Feuds Pelo WWF Championship (2000-2001)
No Royal Rumble no início de 2000, The Rock ficou até que ele e Big Show fossem os dois últimos homens. No momento final da luta, The Big Show, aparentemente iria jogar The Rock por cima das cordas com um powerslam, mas quando se aproximavam das cordas The Rock inverteu o golpe, e Jogou The Big Show para fora e depois voltou para cima. Os pés de Rock no entanto, atingiram o chão primeiro, embora aqueles que estavam assistindo o evento não viram isso. Big Show tentou provar que os pés de The Rock, tinham tocado o solo primeiro. Ele forneceu um vídeo mostrando que ele foi o vencedor legítimo. Apesar disso, a decisão que permaceu foi que The Rock ganhou a luta, e a decisão não poderia ser revertida.
Então no No Way Out foi realizada uma nova luta entre The Rock e Big Show, Rock dominava a luta e quando iria aplicar o People's Elbow em Big Show, Shane McMahon interferiu a luta, batendo em The Rock na cabeça com uma cadeira de aço.
The Rock depois derrotou The Big Show novamente no dia 13 de março de 2000 na edição da Raw is War para recuperar o direito de enfrentar o WWF Champion, Triple H, num Fatal Four-Way Elimination match, onde Big Show e Mick Foley competiram também. Cada competidor tinha um McMahon no seu canto, Triple H e sua mulher Stephanie McMahon de um lado, Mick Foley, a matriarca Linda McMahon em outro lado, The Rock e Vince McMahon em outro lado, e Big Show e Shane McMahon em outro lado. Triple H conseguiu se manter como campeão, quando Vince McMahon traiu The Rock, atingindo-o com uma cadeira, permitindo que Triple H travasse The Rock para a contagem de três.
Ao longo dos próximos meses The Rock rivalizou com Triple H pelo WWF Championship. Um mês após a luta na WrestleMania 2000, The Rock teve uma revanche contra Triple H no Backlash em que The Rock ganhou o seu quarto WWF Championship. Mais tarde, no Judgment Day, The Rock e Triple H se enfrentaram em um Iron Man match com Shawn Michaels como o árbitro convidado especial, que viu o retorno de Undertaker. The Rock foi desclassificado e perdeu o título, como resultado de The Undertaker atacar Triple H.
Na noite seguinte no Raw is War, The Rock teve sua vingança, insultando todos os McMahon's com a ajuda de The Undertaker. Mais tarde, ele ganhou seu quinto WWF Championship no King of the Ring em um combate de tag team, que o viu juntar-se com Kane e The Undertaker para lutar contra Vince McMahon, Shane McMahon e Triple H.
Mais tarde The Rock novamente defendeu com sucesso o título contra Chris Benoit, Kurt Angle e Triple H no SummerSlam, Benoit Kane e The Undertaker no Unforgiven.
The Rock depois perdeu o WWF Championship para Angle no No Mercy em Outubro. Durante este tempo, ele rivalizou com Rikishi e derrotou-o no Survivor Series. The Rock também competiu em um Hell in a Cell no Armageddon pelo WWF Championship, em que Kurt Angle reteve o título. Na mesma época, Rock conquistou o WWF Tag Team Championship com Undertaker.
Em 2001, The Rock continuou sua feud com Angle pelo WWF Championship, que acabaram por se definir no No Way Out, Depois de uma batalha, que se viu ambos os lutadores realizarem seus golpes finalizadores, mas The Rock, finalmente conseguiu aplicar seu golpe e ganhou o WWF Championship pela sexta vez. Depois, ele rivalizou com o vencedor do Royal Rumble, Stone Cold Steve Austin.
The Rock entrou na WrestleMania X-Seven como Campeão da WWF, mas foi derrotado por Austin, perdendo assim o título.
Na noite seguinte no Raw is war foi realizada uma revanche entre The Rock e Steve Austin em uma Steel Cage Match (Gaiola) valendo o WWF Championship, Triple H veio ao ringue com uma marreta. Muitos pensaram que ele estava vindo para ajudar The Rock, devido ao ódio entre Austin e Triple H (e um argumento com Vince no início da noite), mas verificou-se que ele havia se juntado a Austin / McMahon batendo The Rock mais uma vez. Austin e Triple H se tornaram uma tag team chamada The Power Trip Two-Man, enquanto que de acordo com a Storyline The Rock foi suspenso por tempo indeterminado, período em que atuou no filme O Retorno da Múmia.

### A Invasão, O Final das Storylines e o Abandono (2001-2003)

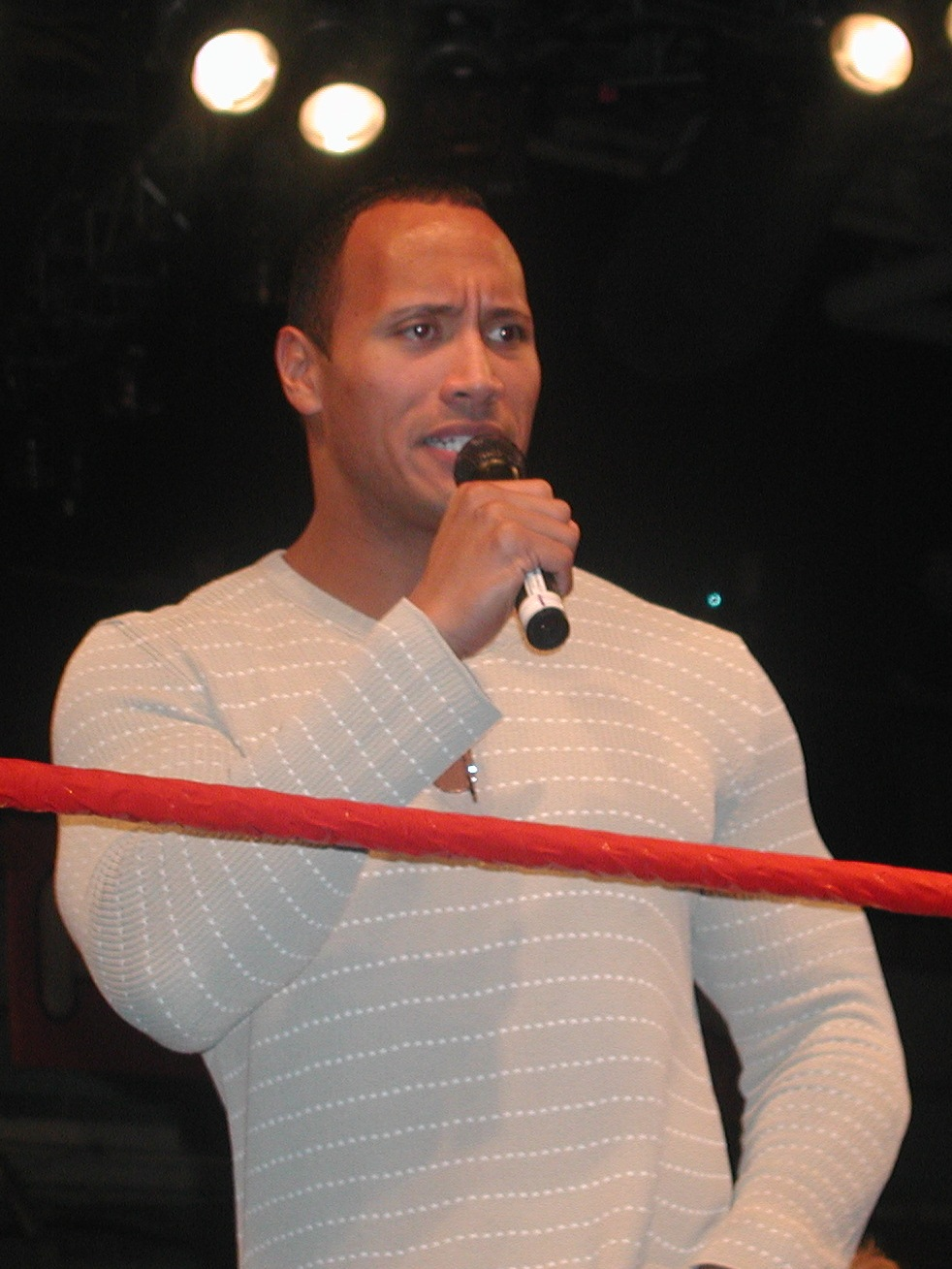
Johnson em um evento da WWE

The Rock retornou no final de julho de 2001 e teve de decidir se queria se juntar ao WWF ou The Alliance (uma combinação de WCW e ECW) durante a invasão, eventualmente, se aliou com o WWF. No SummerSlam, The Rock derrotou Booker T e venceu o WCW Championship. Ele perdeu o WCW Championship para Chris Jericho, com quem ganhou o WWF Tag Team Championship em torno do mesmo tempo, no No Mercy.
The Rock derrotou Jericho na edição de 5 de novembro na Raw, esse que foi o seu segundo Campeonato WCW.
Continuando com a batalha da WWF contra The Alliance, The Rock foi envolvido em um "Winner Takes All" match no Survivor Series, que o viu acabar um a um com Steve Austin, que se juntou à The Alliance. The Rock parecia ser superior a Austin, até que Chris Jericho, que também era um membro da equipe WWF e foi eliminado alguns minutos antes desse ponto, entrou no ringue e atacou The Rock. Austin aproveitou disso e tentou derrotar The Rock, mas Kurt Angle, um companheiro de equipe Alliance suposto de Austin, provou ser um informante plantado por Vince McMahon e atingiu Austin na cabeça com um cinturão de título. Isso permitiu que The Rock o eliminasse, e destruiu a The Aliance de uma vez por todas. The Rock terminou o ano perdendo o WCW Championship para Chris Jericho no Vengeance, quando Jericho venceu o WCW e WWF, para se tornar o primeiro Undisputed WWF Champion.
No início de 2002, Rock rivalizou com Jericho e desafiou-o para o Undisputed WWF Champion no Royal Rumble, mas perdeu a luta. Depois de perder para Jericho, Rock derrotou The Undertaker no No Way Out, antes de emitir um desafio para o recém-retornado "Hollyhood" Hulk Hogan no Raw para um combate na WrestleMania X8. Ele, então, envolvido em uma Feud com Hogan e os reformado New World Order (NWO); Rock derrotou Hogan na WrestleMania em um "Icon vs Ícon match", mas a reação dos fãs resultou em Hogan voltar a ser um favorito dos fãs, assim Hogan e Rock se voltaram contra a NWO.
Em 21 de julho de 2002, The Rock ganhou o seu recorde de sétimo e último WWE Championship, que ficou conhecido como WWE Undisputed Championship por um tempo. The Rock derrotou Kurt Angle e The Undertaker em um combate no Vengeance, depois que ele aplicou o Rock Bottom em Angle.
The Rock defendeu com sucesso o título no Global Warning contra Triple H e Brock Lesnar travando Triple H, que em seguida, salvou The Rock após Lesnar tentar emboscar-lo após a luta. The Rock então perdeu o WWE Undisputed Championship para Lesnar no SummerSlam, terminando o seu reinado final, e tornando Brock Lesnar o mais jovem campeão da WWE na história, um recorde que pertencia á The Rock.
The Rock em seguida, passou um tempo longe da WWE.
The Rock retornou no dia 30 de janeiro de 2003 e virou um vilão novamente no SmackDown!, Criticou publicamente Hulk Hogan, dizendo que Hogan era um presunçoso que deixou claro que a WWE (e os seus adeptos) já não era uma prioridade.
The Rock derrotou novamente Hogan no No Way contando novamente, com a ajuda de Vince McMahon e o árbitro, Sylvain Grenier. The Rock depois se transferiu para a Raw e começou uma feud com The Hurricane Outro favorito dos fãs.
Ele também tinha um truque cômico, onde ele tocava violão e cantava canções zombando a cidade-sede para o evento, que culminou com um "Rock Concert" durante o evento principal da Raw em 24 de março de 2003, onde The Rock ridicularizou a cidade anfitriã, Sacramento (Califórnia), por causa do time de Basquete Sacramento Kings que nunca conseguia vencer os Los Angeles Lakers.

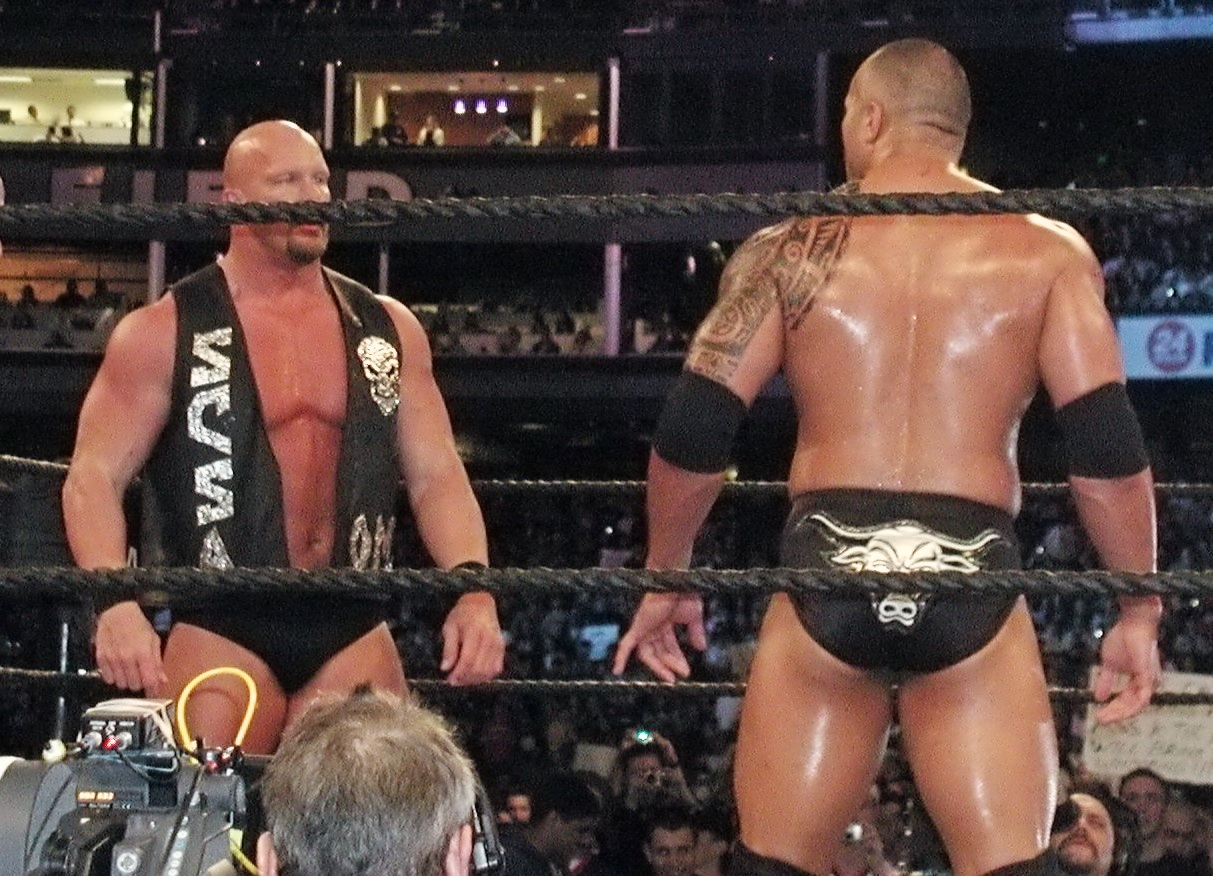
The Rock e Stone Cold Steve Austin na Wrestlemania XIX

Quando Stone Cold Steve Austin voltou, eles novamente rivalizaram, e The Rock derrotou Austin na Wrestlemania XIX após aplicar três Rock Bottoms consecutivos em Austin, terminando a sua rivalidade de longa data que foi a última aparição de Austin em importante papel de wrestling.
Na noite seguinte na Raw era anunciado um show, "The Rock Appreciation Night" em homenagem a sua vitória sobre Austin. Naquela noite, ele foi atacado por um estreante Bill Goldberg, assim iniciando uma nova feud.
No Backlash em 2003, Goldberg derrotou The Rock, que depois disso deixou a WWE para se dedicar ao cinema.

### Aparições na WWE depois do abandono (2004-2009)

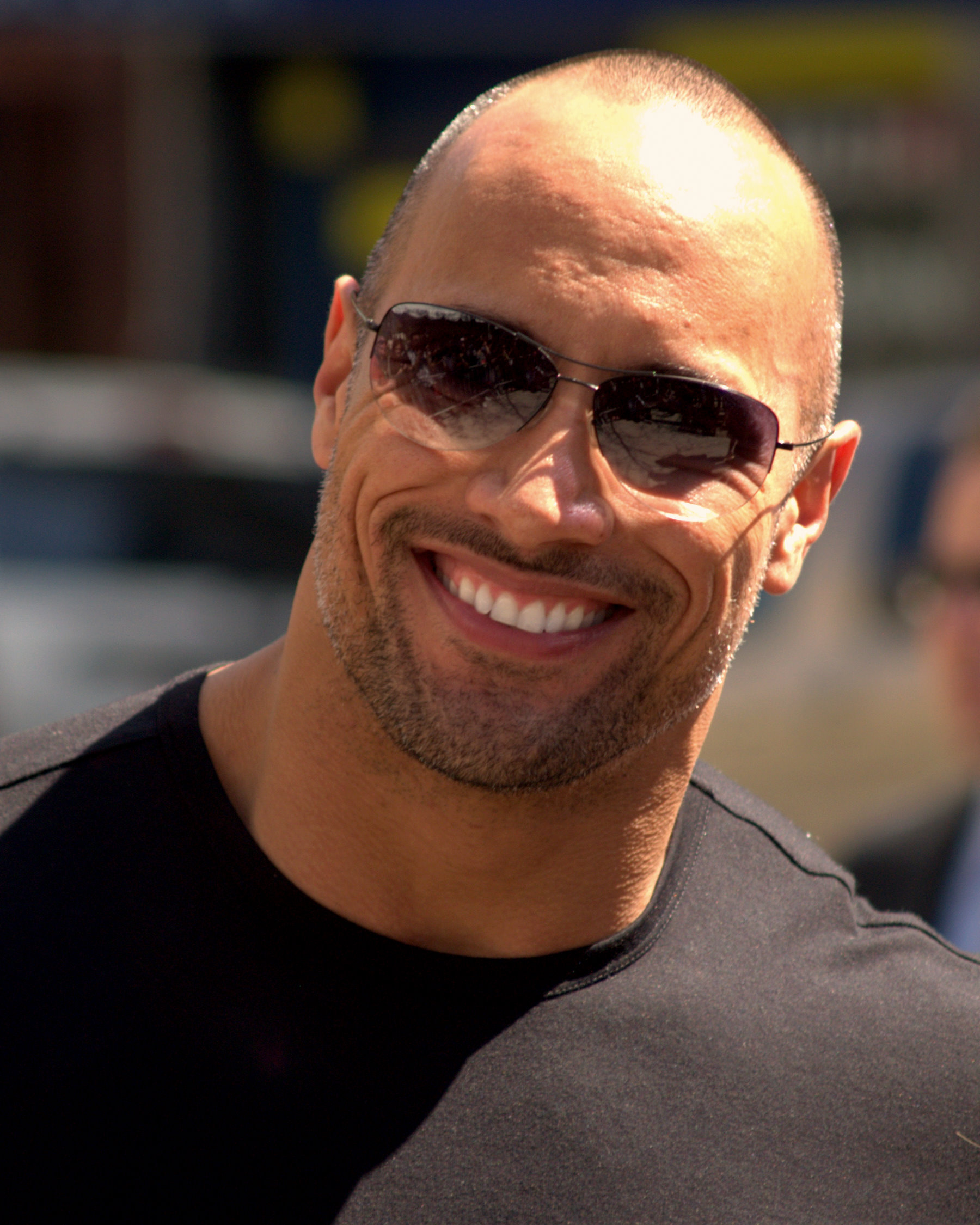
The Rock em 2009

The Rock fez aparições ocasionais de wrestling até 2004. Na WrestleMania XX, quando a Storyline girava em torno de Mick Foley, esse tinha-lhe trazido de volta para ajudar na sua Feud com a Evolution (Ric Flair, Randy Orton, Triple H e Batista). Um segmento humorístico no ringue envolvia The Rock apresentando sua própria versão de "This Is Your Life" para Foley no dia 8 de março de 2004 em uma edição do Raw. Rock se reuniu com Foley após cinco anos da Rock 'n' Sock Connection. A dupla perdeu para Orton, Flair e Batista na WrestleMania XX num handicap match, quando Orton derrotou Foley com um RKO.
Ele fez aparições esporádicas nas WrestleManias seguintes, incluindo Stand Up For Eugene, fazendo uma aparição em sua cidade natal, Miami e ajudando Foley voltar à La Résistance.
Em 2004, ele organizou um "Pie-Eating contest" durante o WWE Diva Search, onde as Divas tinham que comer as tortas de um jeito bem sensual ou engraçado, terminou o segmento, dando um Spinebuster e um People's Elbow em Jonathan Coachman. Após esta aparição, Johnson relatou em diversas entrevistas que ele não estava mais sob contrato com a WWE. Ele também informou que a razão pela qual ele foi capaz de continuar a usar o nome "The Rock" era parte de uma propriedade dupla entre ele e WWE.
No dia 12 de março de 2007, The Rock fez uma aparição na WWE após uma ausência de três anos, aparecendo na Raw através de um segmento pré-gravado na TitanTron. Ele corretamente "previu" que Bobby Lashley iria derrotar Umaga na Wrestlemania 23 em uma luta organizada por Donald Trump e Vince McMahon, que se chamava "Battle of the Billionaires" match.
No dia 29 de março de 2008, The Rock colocou seu pai, Rocky Johnson, e seu avô, Peter Maivia no WWE Hall of Fame. Durante seu discurso de indução foi ouvido por superstars da WWE como John Cena, Santino Marella, Chris Jericho, Mick Foley, Shawn Michaels e Steve Austin.
Em setembro de 2009, Johnson apareceu em um show World Wrestling Xtreme, a fim de apoiar a estreia de Sarona Snuka a filha de seu amigo de longa data Jimmy Snuka.
Em 2 de outubro de 2009, no 10 º aniversário da SmackDown, The Rock fez uma aparição especial em um vídeo pré-gravado.

## O Retorno para a WWE (2011-2013)

### Feud Com John Cena (2011-2012)
No dia 14 de fevereiro de 2011 Foi revelado que The Rock seria o Guest Host da WrestleMania XXVII. Ele afirmou que estava de volta ao Raw pelos fans e que nunca iria embora novamente.
No dia em que The Rock voltou, ele afirmou que John Cena havia falado besteiras sobre ele e começou a insultar Cena, chamando-o de "Fruity Pebbles", referindo-se às muitas camisas de cores diferentes que Cena tem usado ao longo dos anos, dando início a uma feud com Cena.
Cena respondeu The Rock na semana seguinte no Raw no dia 21 de fevereiro, dizendo que The Rock havia mentido quando disse que amava a WWE e o Universo WWE, tudo em forma de Rap.
The Rock, voltou na semana seguinte, 28 de fevereiro e respondeu John Cena dizendo que abriu as portas da WWE para ele e mesmo assim foi insultado publicamente em forma de rap, e finalizou chamando Cena de "Yabba Dabba Bitch".
Na Semana Seguinte na raw Cena Deu sua resposta à The Rock fazendo outro rap, mas foi vaiado diante do público, mesmo assim continuou e finalizou seus insultos mostrando uma camisa dizendo "I Bring It Via Satélite". pelo fato de The Rock não ter comparecido ao vivo na semana anterior.The Miz então atacou Cena e deu um The People's Elbow(golpe que pertence à The Rock) em Cena, em seguida, The miz insultou à família de The Rock e terminou dizendo "I'm The miz and i am awesome" (eu sou o The Miz, e eu sou demais).
Na semana seguinte, The Rock fez o seu 'promo' eletrizante, mais uma vez zombando John Cena, um garotinho fez o papel de Cena, e The Rock falou "John Cena nós deveriamos ter tido essa conversa há muito tempo".
The Rock finalizou sua promo mandando uma mensagem para John Cena e The Miz dizendo: "O tempo para conversas acabou", "Agora é hora de Wrestlemania" prometendo uma grande surpresa antes da Wrestlemania dizendo "I'll Bring it live on raw".
Mais tarde naquela noite, The Miz entrou na arena com a música de The Rock e vestido como The Rock e atacou Cena durante a luta da noite, Durante a emboscada, Miz realizou mais um dos finishers de The Rock, o Rock Bottom, em Cena.
Em 18 de março de 2011, The Rock anunciou em sua conta do Twitter e do Facebook que estaria ao vivo no Monday Night Raw dia 28 de março de 2011, em Chicago, Illinois.
No dia 28 de março de 2011 The Rock foi até Chicago, Illinois para enfrentar John Cena cara a cara como tinha prometido, a arena estava totalmente lotada, um dos maiores públicos da WWE nesse ano de 2011. The Rock então adentrou a arena com muita vontade de falar, o público foi a loucura, e The Rock como sempre começou a falar com muita Habilidade no microfone, falou que tinha sido ali naquele exato lugar, naquela exata arena onde tudo tinha começado para ele, onde ele tinha competido sua primeira Wrestlemania, disse que naquela noite ele estava muito nervoso e que nunca tinha admitido isso a ninguém. falou também que era o aniverssário de "Team Bring It" e disse
| “ | When you're on Team Bring It, you go after your dreams, you knock down doors, you kick down walls, and anyone who tells you you can't, you take your fears, your insecurities, your worries, you rolle up'em to a ball you turn those son of bicthes sideways and stick strie up their candy asses! | ” |

Bastou ele dizer isso para que o público fosse a loucura e começasse a gritar seu nome, "Rocky Rocky Rocky..." Aparentemente Rock se emocionava quando o público o ovacionava, Falou sobre John Cena, disse que john cena queria ser um Rapper, que john cena se vestia como um Power Ranger. o bastante para que o público começasse a gritar 'Cena Sucks! Cena Sucks!" a arena inteira estava a favor de The Rock.
Então John Cena entrou na arena, com forte vaia do publico, se defendeu e perguntou o que The Rock tinha contra ele, começou a apontar os motivos de The Rock não gostar dele, falou que Rock se ofendia pelas roupas que ele usava, pelas musicas que ele ouvia e pelo jeito que ele falava, e disse que todos podiam o julgar menos The Rock.
Rock então disse "Oh sim John cena, The Rock não pode julgar você o unico que pode te julgar é o mesmo que julga The Rock Deus, mas Deus não pode te salvar de The Rock chutar você aqui na frente de toda Chicago!!", então ficaram cara a cara e john cena disse " Você quer lutar?" jogou o microfone no chão, abriu os braços e ficou esperando Rock atacar, mas The Miz apareceu na hora. John Cena saiu do ring e deixou Miz que estava acompanhado de Alex Riley com The Rock.
The Miz começou a falar, disse que The Rock não iria fazer nada aquela noite, Rock apenas respondeu com um "It doesn't matter what you think" (não interressa o que você pensa), então foi atacado por Miz e Riley mas conseguiu se recuperar e jogou Riley para fora do ring com muitos socos, aplicou um SpineBuster em Miz e em seguida um People's Elbow o público foi a loucura mais uma vez, Rock então jogou Miz para fora do Ring e enquanto isso John Cena se posicionava atrás de Rock para aplicar o Attitude Adjustment pegando Rock de surpresa.
Cena foi vaiado e ovacionado ao mesmo tempo pois muitos consideraram um ato covarde e outros (seus fans) gostaram pois tinha parado de falar e partiu para a parte física.
Cena então saiu com um sorriso ironico no rosto enquanto Rock estava caído no Ring.

### Wrestlemania 27

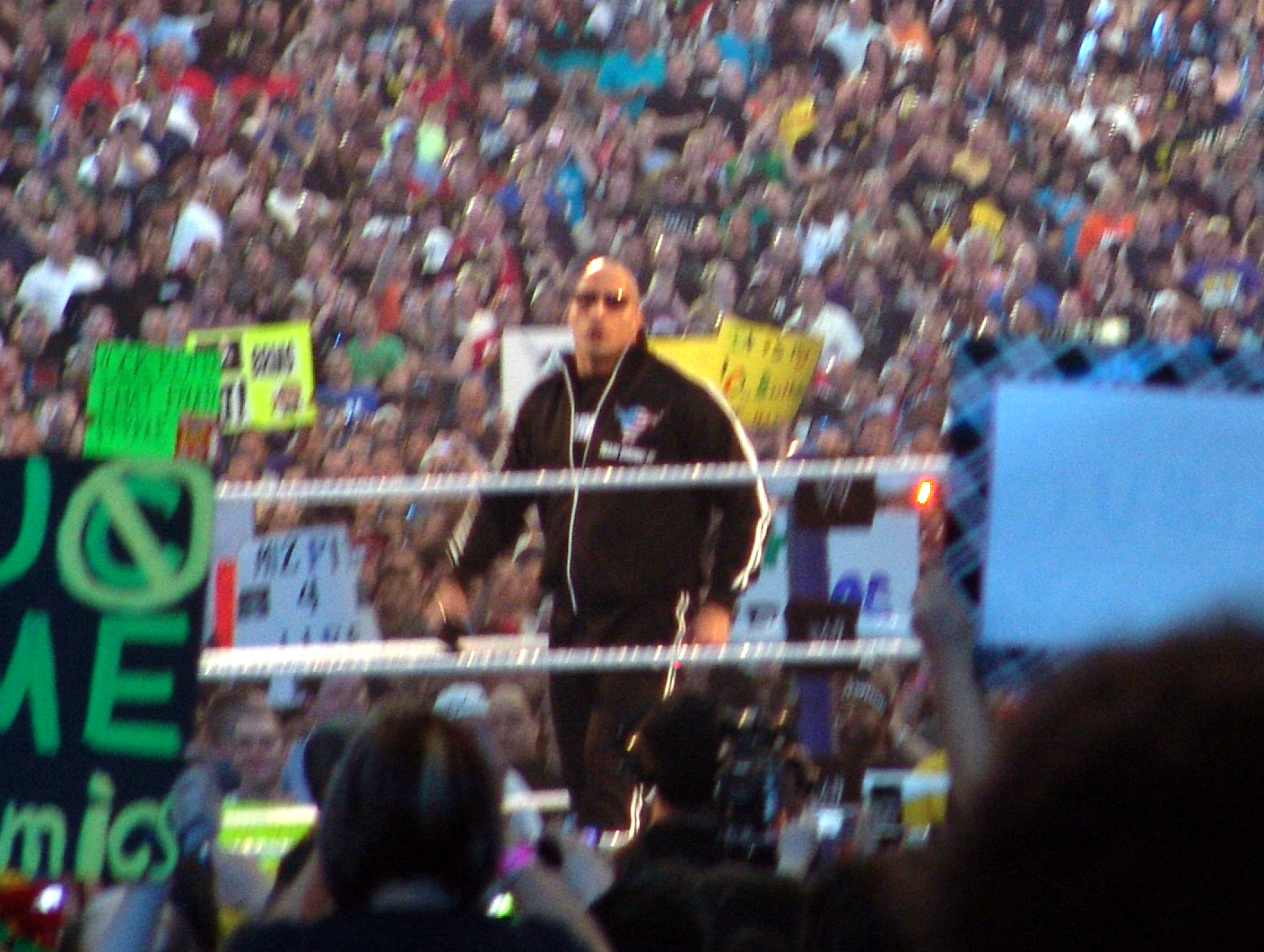
The Rock no dia 3 de abril de 2011 na Wrestlemania XXVII.

Quase dois meses após sua volta houve a Wrestlemania XXVII na qual Rock foi o Guest Host, (O Apresentador), depois de inúmeros segmentos com John Cena e The Miz no Raw tinha chegado então a hora da verdade, a luta era entre Cena e Miz mas a atenção estava toda sobre The Rock.
O público estava ansioso para ver oque ele faria, já que no Raw do dia 28 de março de 2011, uma semana antes da Wrestlemania John Cena havia aplicado um Attitude Adjustment em Rock. A luta entre Cena e Miz foi a principal da noite e estava valendo o WWE Championship. Rock apareceu no meio da luta entre os dois e enquanto Cena estava distraído Rock o aplicou um Rock Bottom em resposta à semana passada, Facilitando as coisas para The Miz que travou Cena para ser coroado o Vencedor da Wrestlemania, logo após a sua vitória, The Rock aplicou um The People's Elbow em The Miz, encerrando ali mais uma incrível Wrestlemania.
Um dia após a Wrestlemania, no RAW do dia 4 de Abril de 2011, John Cena e The Rock se encontraram novamente, John Cena falava ao público que The Rock não voltaria, que sua passagem ali teria sido apenas para apresentar a Wrestlemania, foi quando The Rock entrou na arena, Rock então disse a Cena que oque aconteceu na Wrestlemania era oque ele mesmo já esperava, Rock não deixaria barato aquele Attitude Adjustment uma semana antes da Wrestlemania.

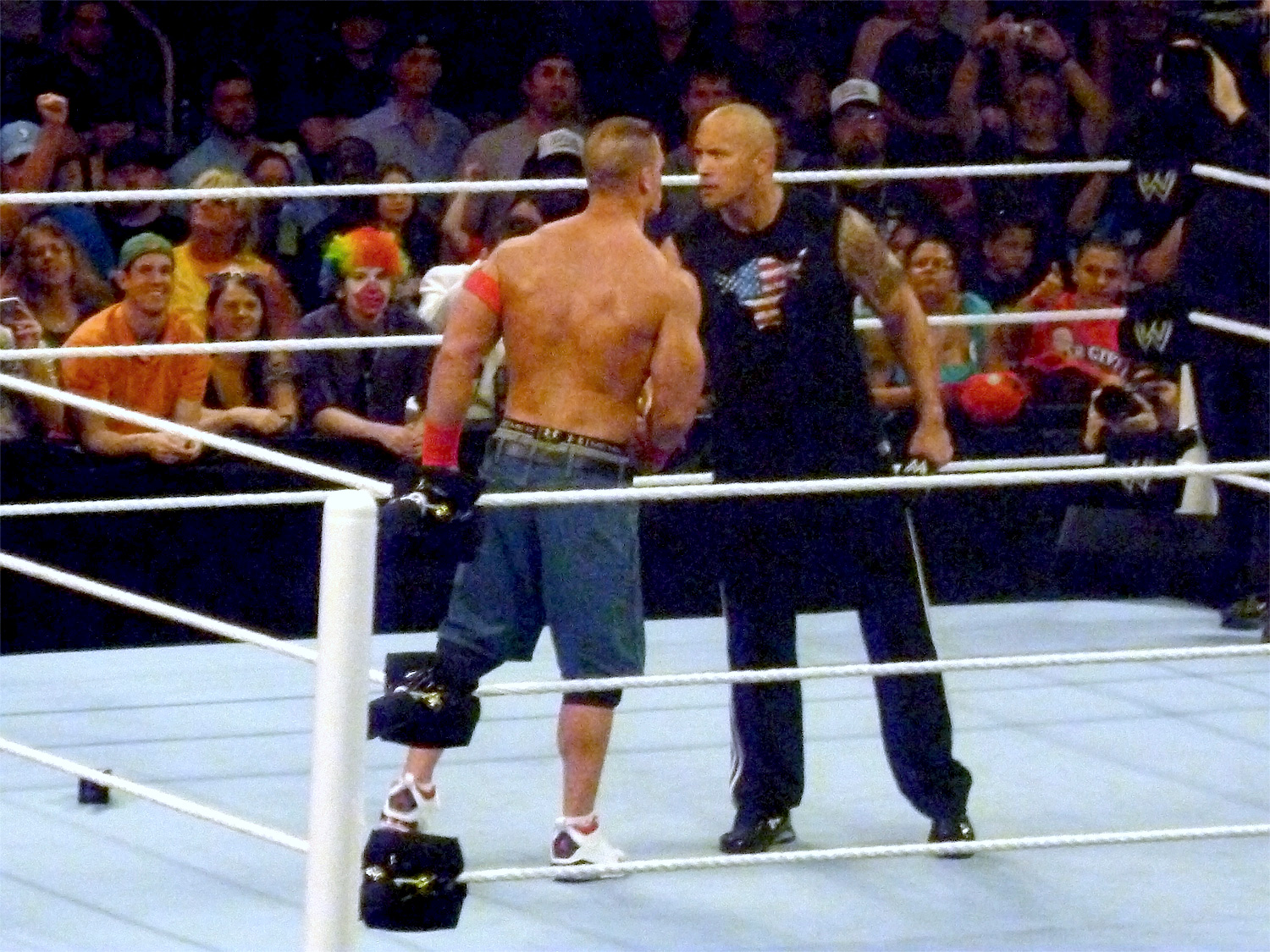
The Rock e John Cena concordam em lutar na WrestleMania XXVIII.

John Cena queria uma luta naquele instante com The Rock, mas não era o momento certo para uma luta entre os dois, Rock disse que isso teria que ser resolvido em uma Wrestlemania e que essa luta entre os dois seria na Wrestlemania XXVIII, os dois apertaram as mãos fazendo história, já que nunca uma luta havia sido agendada assim com tanta antecedência, exatamente um ano.
The Rock fez uma aparição ao vivo no Raw em sua cidade natal Miami em 2 maio de 2011 para comemorar seu aniversário de 39 anos, Na mesma noite John Cena afirmou que iria manter o WWE Championship até WrestleMania XXVIII, para que a luta entre os dois fosse pelo WWE Championship.
Na edição do Raw dia 24 de outubro, John Laurinaitis deu a John Cena a chance de escolher com quem ele queria fazer dupla para enfrentar The Miz e R-Truth no Survivor series, Cena começou a pensar, e logo o público começou a chamar por "Rocky Rocky Rocky!" assim então Cena escolheu The Rock para ser seu Parceiro no Survivor series, mas não estava tudo completamente confirmado, The Rock teria de aceitar a escolha de Cena. Na semana seguinte, em 31 de Outubro de 2011 na edição do Raw, The Rock, apareceu através de um vídeo, a princípio Rock disse que "Não! De jeito Nenhum!" não iria fazer Tag Team com uma pessoa que o insultou diante de todos, (O que realmente havia acontecido meses atrás no Raw) mas Rock pensou e resolveu aceitar a escolha de Cena, disse que isso seria um sonho para todos os Fãs de Cena se referindo a eles como "Little Cowboys". Sendo assim, The Rock foi dupla de John Cena contra The Miz e R-Truth no Survivor Series dia 20 de novembro de 2011 em Nova Iorque no Madison Square Garden.
Dia 14 de novembro de 2011 The Rock esteve presente em uma edição especial de três horas do Raw chamado "RAW Gets Rocked".

### RAW Gets Rocked!
Dia 14 de novembro de 2011 em Boston houve uma edição especial do show Raw com duração de 3 horas, nesse show Mick Foley fez sua volta a WWE apresentando a todos o "This Is Your Life" de John Cena uma espécie de homenagem, que mostrou fotos da infância e da adolescência de Cena, a intenção era aproximar Cena de The Rock, já que Mick Foley sempre foi grande amigo de The Rock e também admira John Cena.
Mick Foley Trouxe o Pai de cena para que esse falasse o que cena representava, mas o Pai de Cena ofendeu as pessoas que estavam presentes, porque grande parte das pessoas chamam Cena de "Cena Sucks" ele tentou defender o filho falando "You Suck" para o público, o que complicou mais ainda a situação de Cena, que pediu que o pai se retirasse do Ring.
Logo após isso Mick Foley iria continuar com o This Is Your Life, quando The Rock entrou, mas apenas para fazer uma coisa, aplicar um Rock Bottom em Mick Foley logo depois saiu.
Mais tarde naquela noite The Rock voltou ao Ring agora para trocar palavras com Cena, R-Truth e The Miz, Quando entrou no ring como sempre o público foi a loucura, pois The Rock é sempre muito carismático e possui Fans em todos os lugares, Rock começou sua apresentação contando o que tinha feito desde o início, da hora em que acordou até aquele exato momento, e lançou uma frase que foi Trending Topic no Twitter, a frase era "Boots To Asses" (algo como chute no traseiro), logo a torcida começou a cantar em coro 'Boots To Asses, Boots To Asses!". E disse que mal podia esperar por aquele momento, o momento de estar ali, então Miz e R-Truth entraram também, logo depois entrou John Cena, trocaram palavras e The Rock disse que não queria esperar até o Survivor Series, ele queria resolver parte do assunto ali, então atacou R-Truth com muitos socos, enquanto John Cena Brigava com Miz, The Rock aplicou um Rock Bottom em R-Truth e logo depois quando cena iria aplicar um Atittude Adjustement em Miz, Rock atrapalhou Cena e aplicou um Rock Bottom em The Miz também, então saiu do ring, Cena olhou para The Rock com um olhar de indignação, mas The Rock já estava lá no portal de entrada da arena fazendo o gesto de Cena "You Can't See Me".

### Survivor Series: De Volta à ação após 7 anos
No dia 20 de novembro de 2011 aconteceu o Survivor Series onde houve várias lutas, mas a mais esperada e a principal sem duvida era a de The Rock e John Cena Contra The Miz e R-Truth na qual nem se pode dizer que The Rock e John Cena venceram, mas sim que The Rock Venceu, lutou como nunca e provou que mesmo depois de tanto tempo fora dos rings ainda estava em forma e não tinha esquecido como faz para levar o público a loucura com seus golpes eletrizantes e seus Finishers muito poderosos. Ele Venceu a noite após aplicar um The People's Elbow em The Miz. E finalizou a noite aplicando um Rock Bottom em John Cena, o que fez a sua rivalidade com ele aumentar mais ainda, esquentando muito as coisas para a Wrestlemania 28.

### Wrestlemania 28

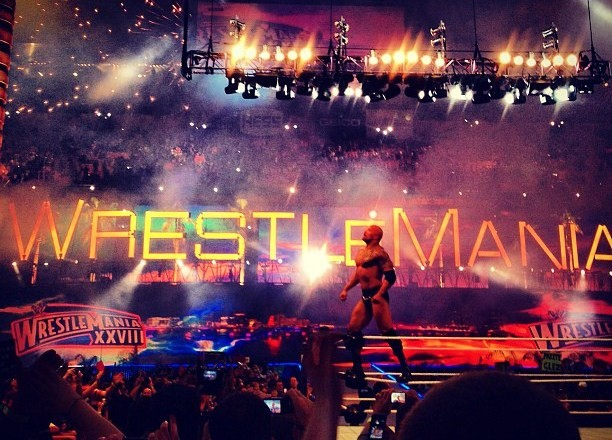
The Rock celebrando sua vitória na WrestleMania XXVIII.

Na WrestleMania XXVIII, No dia 4 de Abril de 2012 em Miami no Sun Life Stadium The Rock enfrentou John Cena no evento principal da noite, a luta entre os dois já havia sido anunciada um ano antes e desde então chamada de "Once In A Life Time" (uma vez na vida). Desde a Wrestlemania XXVII, Cena e Rock já estavam em Feud, Cena sempre provocava The Rock e The Rock fazia o mesmo, durante um ano foi assim até o dia da luta.
A luta durou 31 minutos sempre muito equilibrada com os dois oponentes tendo seus bons momentos, em alguns momentos da luta John Cena parecia estar muito nervoso e The Rock ja experiente em Wrestlemanias sempre muito calmo e com fome de vingança, queria botar um ponto final em tudo aquilo que um ano antes foi iniciado.

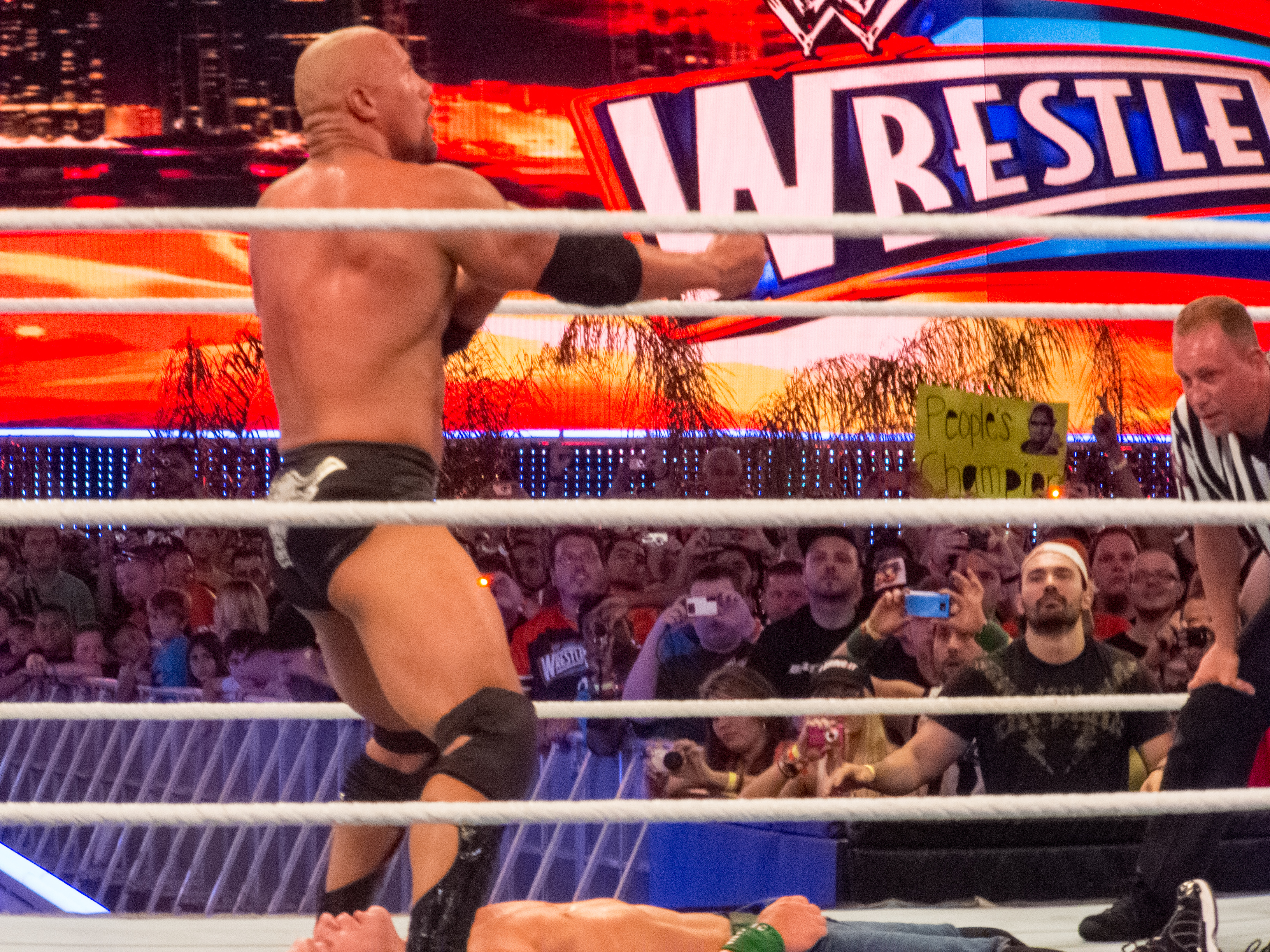
The Rock se preparando para aplicar um People's Elbow em John Cena.

O clímax da Luta veio quando Cena cometeu o erro de tentar acertar o "The People's Elbow" (Finisher de The Rock) sobre o mesmo, The Rock com habilidade escapou e acertou um Rock Bottom em Cena para selar sua vitória. Praticamente a Arena toda foi a loucura com a vitória de Rock e começaram a cantar seu nome "Rocky Rocky Rocky". A luta ficou entre os assuntos mais comentados do Twitter nos Trending Topics.

### Retorno ao Cinema e Afastamento da WWE
Depois da WrestleMania XXVIII, Cena iria chamar The Rock no RAW, mas quem apareceu foi Brock Lesnar. The Rock então voltou a gravar filmes, e a WWE pediu para ele retornar — ele ainda tinha contrato, mas estava livre para gravar filmes — então The Rock anunciou através da rede social Twitter que iria estar no RAW de número mil e depois disso só apareceria no ano de 2013.

### Especial "Raw 1.000 Episódios"

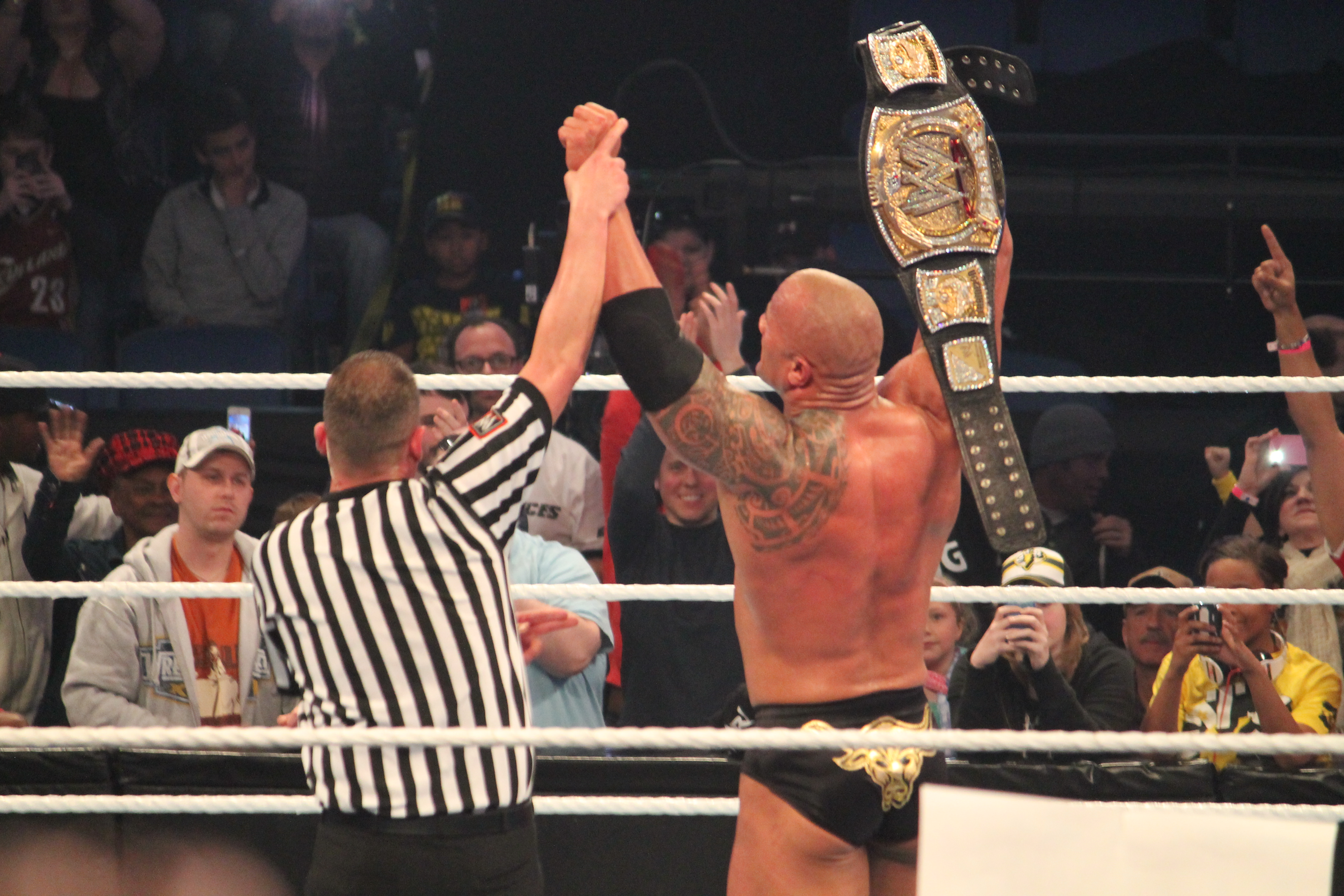
The Rock após vencer CM Punk no Royal Rumble 2013, se tornando Campeão da WWE.

The Rock fez uma aparição no RAW de número 1.000 durante o "possível" casamento de Daniel Bryan e A.J.(na qual, A.J. recusou.) The Rock entrou no ringue para discutir sobre o WWE Championship de CM Punk. Daniel Bryan, no entanto interferiu na conversa. The Rock então, ofendeu Bryan o chamando de "Oompa-Loompa". Rock então, desafiou Punk pelo Cinturão da WWE deixando claro que este combate só aconteceria no Royal Rumble de 2013. Depois, Rock aplicou um Rock Bottom em Bryan.
Depois, The Rock ajudou John Cena (que fez o "cash-in" do seu contrato Money In The Bank, pelo WWE Championship) atacando Big Show com um Spinebuster. No entanto, quando foi aplicar o The People's Elbow em Big Show, CM Punk interferiu, atacando The Rock e, depois, aplicando um "Go To Sleep".

#### Feud com CM Punk e WrestleMania 29 (2013)
The Rock voltou ativamente aos primeiros shows do RAW e do Smackdown em 2013, e tinha um objetivo, Ganhar o WWE Championship novamente. Confrontou o atual campeão na ocasião, que era CM Punk, e os dois marcaram uma luta para o Royal Rumble. The Rock derrotou CM Punk no Royal Rumble e se tornou WWE Champion, após 10 anos de sua saída da WWE. The Rock defendeu o título com sucesso no Elimination Chamber 2013 vencendo Punk.

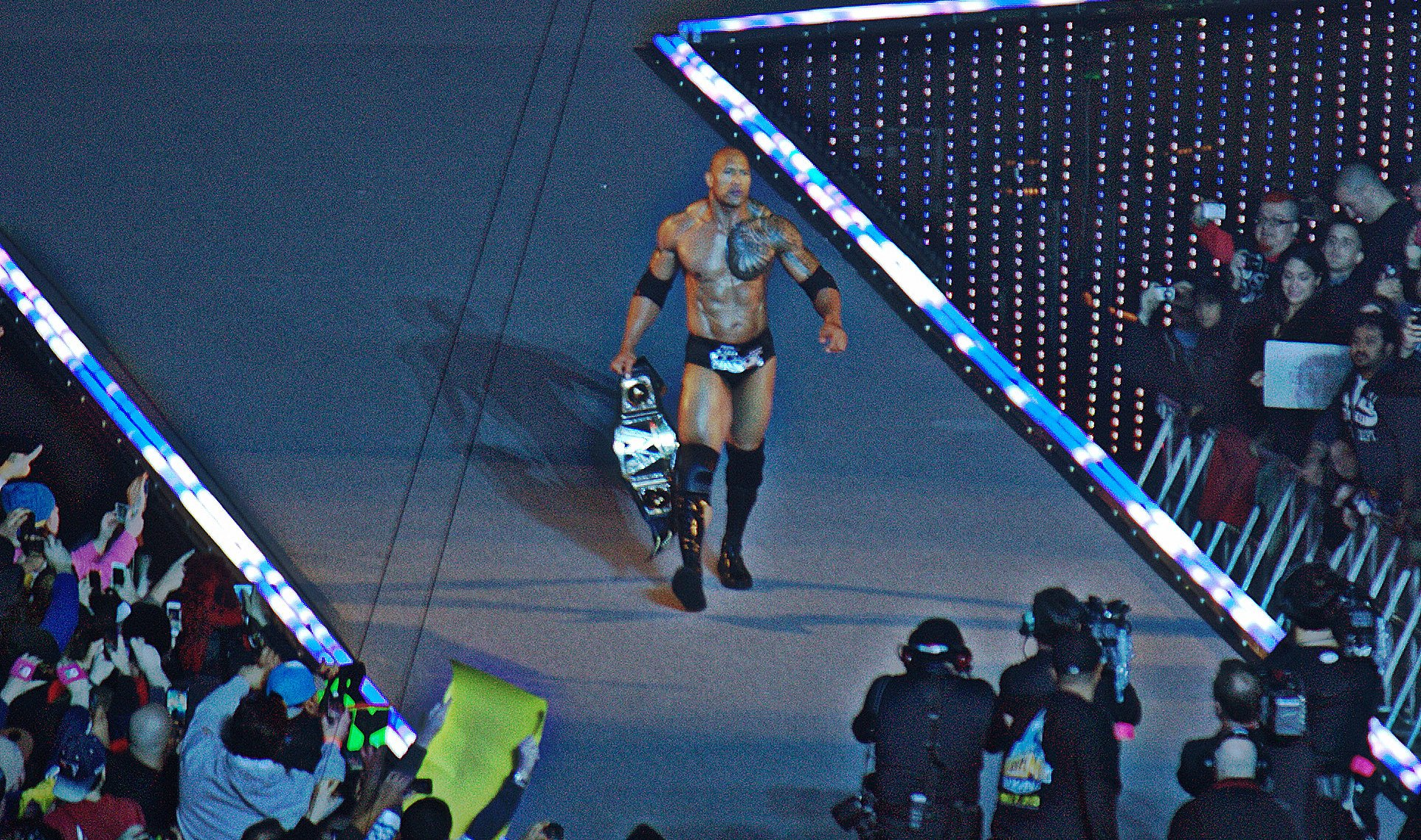
The Rock na WrestleMania 29.

Nas semanas seguintes, The Rock e John Cena retomaram sua rivalidade para promover o evento principal da WrestleMania 29 pelo WWE Championship, pois Cena havia vencido a Royal Rumble Match de 2013 e tinha o direito de desafiar o campeão mundial da WWE naquele ano. Após um combate emocionante de quase 24 minutos de duração, The Rock perdeu o WWE Championship para o seu rival John Cena. Depois do fim da luta, The Rock cumprimentou Cena, beijou sua família que estava presente na arena e ergueu o braço de John Cena, sinalizando o respeito entre os dois.

### WrestleMania 30 e aparições ocasionais (2014 - presente)

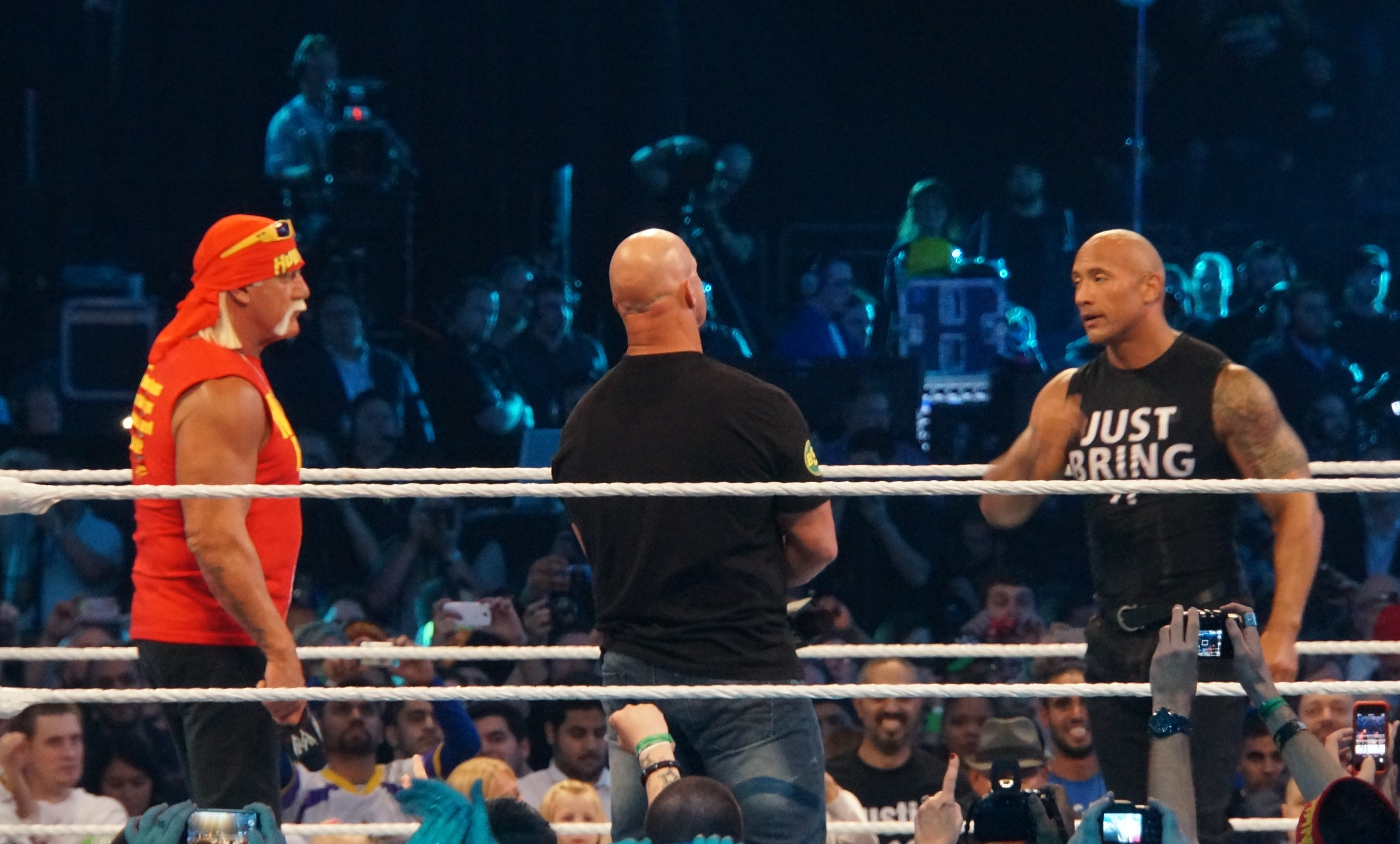
Hulk Hogan, Stone Cold Steve Austin e The Rock na WrestleMania XXX.

O Show começou quando o anfitrião Hulk Hogan desceu ao ringue para um segmento, em um ponto acidentalmente chamando o Superdome a "Silverdome". Alguns momentos depois, Stone Cold Steve Austin se juntou a ele no ringue, provocando um confronto entre os dois. Depois disso, The Rock também desceu para o ringue. Os três falaram sobre WrestleManias passadas e levaram a multidão em seus cantos de assinatura e frases de efeito. Eles, então, compartilharam uma série de cervejas.
Em 6 de Outubro de 2014, The Rock fez uma aparição surpresa no RAW, confrontando Rusev e Lana. Em 25 de janeiro de 2015, The Rock retornou á WWE no Royal Rumble, onde ajudou Roman Reigns a vencer o combate. Em 29 de março de 2015, The Rock retornou Na WrestleMania 31 Onde Se Confrontou Com o The Authority. Em 27 de junho de 2015, The Rock retornou em um evento não televisionado que aconteceu em Boston onde confrontou Bo Dallas e aplicou um Rock Bottom logo em seguida.
Em 03 de Abril de 2016, The Rock fez uma aparição especial na WrestleMania 32 onde foi confrontado pela The Wyatt Family e derrotou Erick Rowan em seis segundos, quebrando o recorde de combate mais curto da história do evento. Ele foi atacado após o combate pela facção mas John Cena apareceu e ajudou seu antigo rival.

## No Wrestling
- Movimentos de Finalização
  - Rock Bottom (Fall Forward Lifting Side Slam) - 1997- presente
  - People's Elbow (Running Delayed High-Impact Elbow Drop, com teatralidades) - 1997- presente
  - Running Shoulderbreaker - 1996-199

- Movimentos secundários
  - Sharpshooter
  - Spinebuster (geralmente seguido por um People's Elbow)
  - Samoan Drop
  - Snap Overhead Belly-to-Belly Suplex
  - Snap DDT
  - Flying Clothesline
  - Swinging Neckbreaker
  - People's Punches (sequência se socos com teatralidades)

- Alcunhas
  - "The People's Champion"
  - "The Brahma Bull"
  - "The Most Electrifying Man in All of Entertainment"
  - "Rocky"

- Temas de entrada
  - "Destiny" - 1996-1997 (como Rocky Maivia)
  - "Nation Of Domination" - 1997-1998 (enquanto participava do Nation of Domination)
  - "Do You Smell It" - 1998–1999
  - "Know Your Role" (Jim Johnston) - 1999–2001; 2004; 2007-2008
  - "Know Your Role" (Method Man) - 2000
  - "If You Smell..." - 2001; 2003
  - "Is Cookin'" - 2003; 2004
  - "Electrifying" - 2011– presente

- Bordões característicos
  - "Do you smell what The Rock is cooking?" ou "If you smell... what The Rock... is cooking!".
  - "It doesn't matter..." ("Não interessa..."), após fazer uma pergunta para o adversário.
  - "Know your roles and shut your mouth!" ("Ponha-se no seu lugar e cale sua boca!").
  - "Take the biggest (alguma coisa) put it sideways and stick it straight up your candy-ass!!" ("Pegue a maior [alguma coisa] e ponha diretamente na sua bunda!!").
  - "Finally The Rock Has Come Back to (alguma cidade ou evento)!!" ("Finaltente The Rock voltou para [alguma cidade ou evento]!!")
  - Suas promos costumavam ser narradas na terceira pessoa (ex.: "The Rock says", ao invés de "I say").

## Hollywood
Dwayne participou do Saturday Night Live. E foi ali em que sua popularidade fora da WWE deu o salto inicial, foi logo percebido que Rock cativava não só público, mas produtores e diretores perante as câmeras.
Sua primeira participação no cinema foi em O Retorno da Múmia, onde interpretou o Rei Escorpião, depois de sua atuação no filme, Dwayne ganhou um próprio filme contando a história de seu personagem no filme anterior, intitulado de O Escorpião Rei, que obteve um sucesso estrondoso nas bilheterias americanas, e que rendeu a Rock o maior salário pago a um ator em papel de estreia, foram $5.5 milhões de dólares, entrando para o livro do Guiness. Esse foi o salto definitivo para The Rock em Hollywood.
Atualmente, The Rock é um dos mais bem sucedidos artistas do cinema. Desde 2003, ano em que deixou de participar de combates na WWE, está em plena atividade no cinema, fazendo em média uma produção cinematográfica por ano. Seu salário é estimado em milhões de dólares por filme.
Dwayne foi um dos apresentadores do Oscar 2008.

## Filmografia

### Cinema
| Ano  | Título do Filme                       | Papel                         | Nota                                                                  |
| ---- | ------------------------------------- | ----------------------------- | --------------------------------------------------------------------- |
| 2000 | Longshot                              | Assaltante                    |                                                                       |
| 2001 | O Retorno da Múmia                    | Mathayus / Escorpião rei      | Personagem dublado por Max Cavalera                                   |
| 2002 | O Escorpião Rei                       | Mathayus / Escorpião rei      | Entrou para o Guiness World Records como ator iniciante mais bem pago |
| 2003 | Bem-Vindo à Selva                     | Beck                          |                                                                       |
| 2004 | Com as Próprias Mãos                  | Chris Vaughn                  |                                                                       |
| 2004 | Be Cool - O Outro Nome do Jogo        | Elliot Wilhelm                | Também produtor                                                       |
| 2005 | Doom: A Porta do Inferno              | Sarge                         | Indicado ao Framboesa de Ouro de pior ator                            |
| 2006 | Southland Tales: O Fim do Mundo       | Boxer Santaros / Jericho Kane |                                                                       |
| 2006 | Reno 911!: Miami                      | Rick Smith                    |                                                                       |
| 2006 | A Gangue Está em Campo                | Sean Porter                   |                                                                       |
| 2007 | Treinando o Papai                     | Joe Kingman                   | Último filme creditado como The Rock                                  |
| 2007 | Por Que Eu Me Casei?                  | Patricia's Co-Worker          | Não creditado                                                         |
| 2008 | Agente 86                             | Agente 23                     |                                                                       |
| 2009 | Planeta 51                            | Cap. Charles "Chuck" T. Baker | Voz                                                                   |
| 2009 | A Montanha Enfeitiçada                | Jack Bruno                    | Primeiro trabalho com Carla Gugino                                    |
| 2010 | Você de Novo                          | Segurança do aeroporto        | Não creditado                                                         |
| 2010 | Rápida Vingança                       | James Cullen / Driver         | Trabalhou com Carla Gugino                                            |
| 2010 | Os Outros Caras                       | Christopher Danson            |                                                                       |
| 2010 | O Fada do Dente                       | Derek Thompson                |                                                                       |
| 2011 | Velozes e Furiosos 5: Operação Rio    | Luke Hobbs                    |                                                                       |
| 2012 | Viagem 2: A Ilha Misteriosa           | Hank                          | Também produtor                                                       |
| 2013 | Velozes e Furiosos 6                  | Luke Hobbs                    |                                                                       |
| 2013 | Sem Dor, Sem Ganho                    | Paul Doyle                    | Gravou em sua terra natal (Miami)                                     |
| 2013 | O Acordo                              | John Matthews                 | Também produtor                                                       |
| 2013 | G.I. Joe: Retaliação                  | Roadblock                     |                                                                       |
| 2013 | Empire State                          | James Ransone                 |                                                                       |
| 2014 | Hércules                              | Hércules                      |                                                                       |
| 2015 | Velozes e Furiosos 7                  | Luke Hobbs                    |                                                                       |
| 2015 | Terremoto: A Falha de San Andreas     | Ray                           | Trabalhou com Carla Gugino                                            |
| 2015 | Jem e as Hologramas                   | Ele mesmo                     | Não creditado                                                         |
| 2016 | Moana: Um Mar de Aventuras            | Maui                          | Voz                                                                   |
| 2016 | Um Espião e Meio                      | Bob Stone                     |                                                                       |
| 2017 | Velozes e Furiosos 8                  | Luke Hobbs                    |                                                                       |
| 2017 | Baywatch: S.O.S Malibu                | Mitch Buchannon               |                                                                       |
| 2017 | Jumanji: Bem-vindo à Selva            | Dr. Smolder Bravestone        |                                                                       |
| 2018 | Rampage: Destruição Total             | Davis Okoye                   |                                                                       |
| 2018 | Arranha-Céu: Coragem Sem Limite       | Will Sawyer                   |                                                                       |
| 2019 | Fast & Furious Presents: Hobbs & Shaw | Luke Hobbs                    |                                                                       |
| 2019 | Shazam!                               | —                             | Produtor Executivo                                                    |
| 2019 | Jumanji: The Next Level               | Dr. Smolder Bravestone        |                                                                       |
| 2021 | Jungle Cruise                         | Frank                         |                                                                       |
| 2021 | Free Guy                              | Assaltante de Banco           | Voz Participação Especial                                             |
| 2021 | Red Notice                            | John Hartley                  |                                                                       |
| 2022 | Black Adam                            | Thet-Adam / Adão Negro        | Pós-produção, também produtor                                         |
| 2022 | DC's Super Pets                       | Krypton, O Super-Cão          | Voz, Pós-produção, também produtor                                    |
| 2023 | Shazam!: Fury of the Gods             | —                             | Produtor Executivo                                                    |
| 2023 | Fast X                                | Luke Hobbs                    | Pós-créditos                                                          |
| 2024 | Moana 2                               | Maui                          | Voz                                                                   |
| TBA  | Jumanji 3                             | Dr. Smolder Bravestone        | Pré-produção                                                          |
| TBA  | Jungle Cruise 2                       | Frank                         | Pré-produção                                                          |
| TBA  | Fast X: Part 2                        | Luke Hobbs                    | Pré-produção                                                          |

### Televisão
| Ano  | Série                           | Papel             | Nota                       |
| ---- | ------------------------------- | ----------------- | -------------------------- |
| 1999 | Star Trek: Voyager              | Champion          | Episódio 27 (6ª Temporada) |
| 2007 | Cory na Casa Branca             | Ele mesmo         | Episódio 17 (1ª Temporada) |
| 2007 | Hannah Montana                  | Ele mesmo         | Episódio 15 (2ª Temporada) |
| 2008 | Os Feiticeiros de Waverly Place | Lui-memê          | Episódio 15 (2ª Temporada) |
| 2016 | Ballers                         | Spencer Strasmore | 1ª Temporada               |

## Vida pessoal
Johnson conheceu sua colega de faculdade na Universidade de Miami, Dany Garcia, no início dos anos 1990. O casal se casou em 3 de maio de 1997. Ela é uma empresária, fisiculturista profissional da IFBB e produtora cinematográfica. Sua filha, Simone, nasceu em 14 de agosto de 2001. Em 1º de junho de 2007, Johnson e Garcia anunciaram que estavam se separando amigavelmente, e seu divórcio foi finalizado em maio de 2008.
Em 2007, Johnson começou a namorar Lauren Hashian, filha do baterista de Boston, Sib Hashian. Eles se conheceram em 2006, enquanto Johnson estava filmando "Treinando o Papai".  Eles se casaram em 18 de agosto de 2019, no Havaí. Eles têm duas filhas: Jasmine (nascida em 17 de dezembro de 2015) e Tiana (nascida em 17 de abril de 2018).  Johnson e Hashian moram em Los Angeles, têm uma fazenda na Virginia e uma casa em Southwest Ranches, na Flórida.
Em reconhecimento ao seu serviço para o povo samoano, e por ser descendente de chefes samoanos, Johnson recebeu o título nobre de Seiuli (significando o filho de Malietoa [Alo o Malietoa]) de Malietoa Tanumafili II durante sua visita em 9 de agosto de 2004. Em 2009, ele obteve a cidadania canadense através do nascimento e cidadania de seu pai lá.
Ele fez uma tatuagem parcial de pe'a samoana em seu lado esquerdo em 2003. Em 2017, ele cobriu a pequena tatuagem do "Touro Brahma" em seu braço direito com uma tatuagem maior de meia manga de um crânio de touro.
Em fevereiro de 2020, a WWE anunciou que a filha de Johnson, Simone, começou a treinar no WWE Performance Center, tornando-se assim a primeira lutadora da WWE da quarta geração. Em 16 de maio, Johnson anunciou que ela havia assinado um contrato com a WWE  e, em maio de 2022, anunciou que seu nome de ringue seria Ava Raine, e desde então vem aparecendo na marca NXT.

## Filantropia

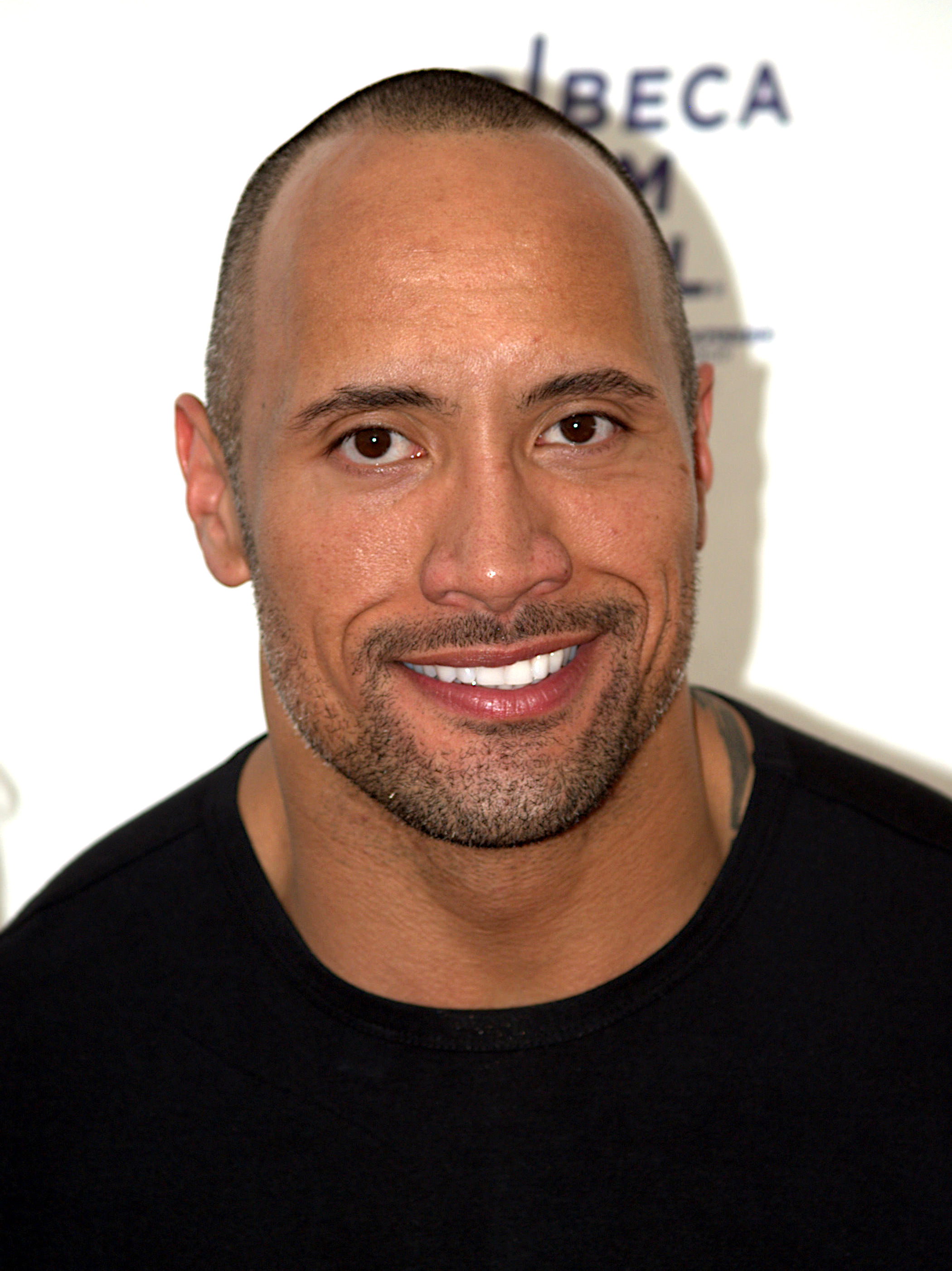
The Rock no TriBeCa Film Festival 2009.

- Em 2000, Dwayne participou da Convenção Nacional Republicana de 2000 e da Convenção Nacional Democrata, Fazendo um discurso. Ambas as apresentações foram parte da campanha da WWE non-partisan, que visa aumentar a votação entre os jovens, sem endossar qualquer candidato ou partido.
- Em 2006, Dwayne iniciou o Dwayne The Rock Johnson Foundation, que é conhecido por seu trabalho de caridade com crianças em estado terminal.
- Em 2 de outubro de 2007, Johnson e sua ex-esposa fizeram uma doação de US $ 1 milhão de dólares para a Universidade de Miami para apoiar a renovação das suas instalações de futebol americano, que foi apontada como a maior doação já feita para o departamento de atletismo da universidade. A Universidade de Miami renomeou o vestiário em homenagem à Johnson com o nome de Hurricanes.

## Redes Sociais

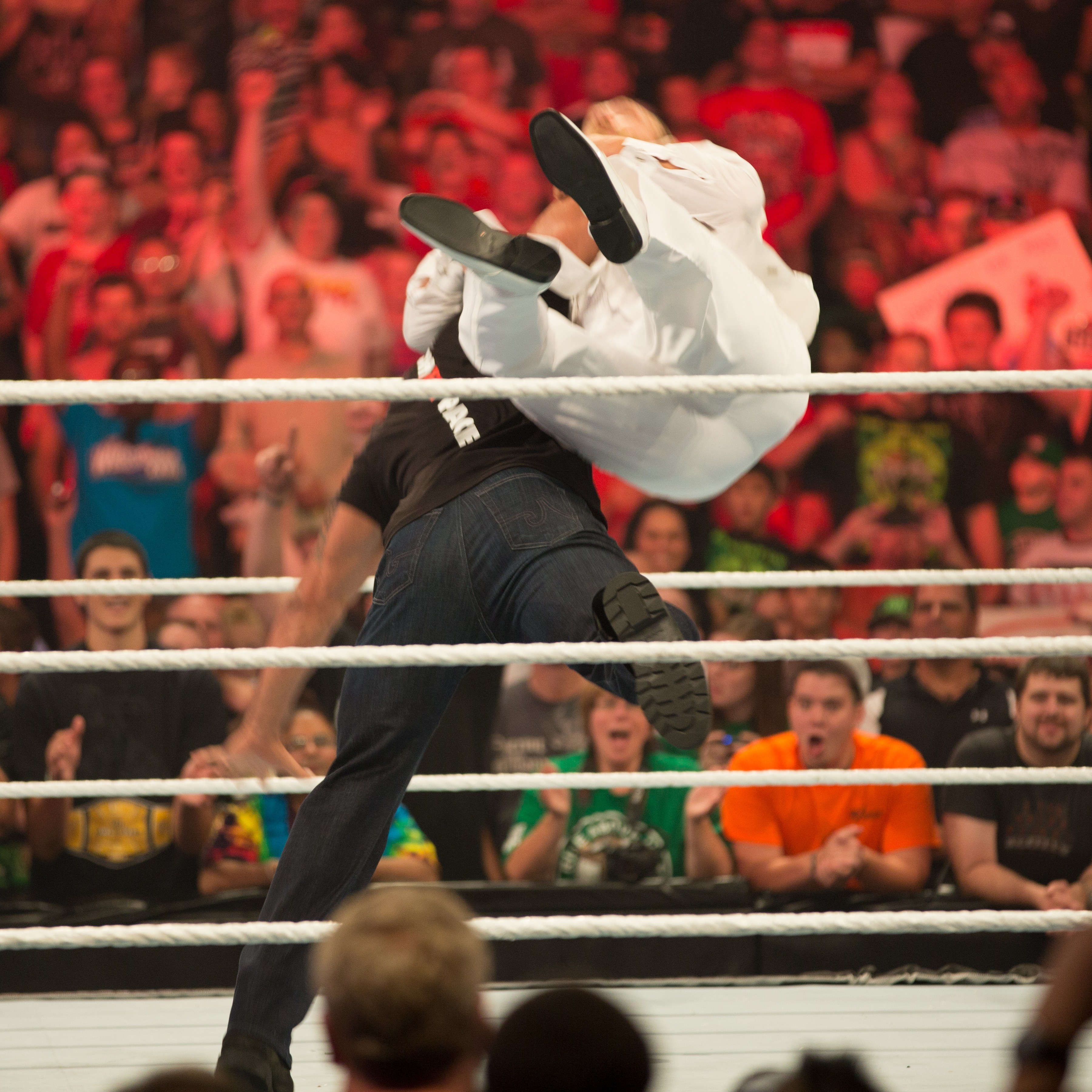
The Rock aplicando um Rock Bottom em Daniel Bryan.

Dwayne diariamente faz muito uso das redes sociais na internet, ele possui uma conta oficial no Twitter, no Facebook e no Instagram onde ele mesmo posta atualizações, fotos e videos de seus novos filmes e/ou aparições na WWE. No Twitter possui mais de 12 milhões de seguidores , em sua página do Facebook possui mais de 55 milhões de "Likes" (curtidas) e No Instagram possui mais de 116 milhões de seguidores.
- Facebook
- Twitter
- Instagram
- Site oficial

## Golpes e Finishers especiais
- Rock Bottom
- People's Elbow
- Sharpshooter - Em tributo a Owen Hart
- DDT
- Spinebuster
- Layin' the (Corporate) SmackDown
- Maivia Hurricane
- Diving crossbody
- Shoulderbreaker
- Flying clothesline
- Samoan drop
- Scoop slam
- Side slam
- Low blow
- Nip-up
- Apelidos
  - The People's Champion[3][63]
  - The Brahma Bull[63]
  - The Corporate Champion[64]
  - The Great One[63]
  - The Most Electrifying Man In Sports Entertainment[3]
  - Rocky[65]

## Títulos e prêmios
- Pro Wrestling Illustrated

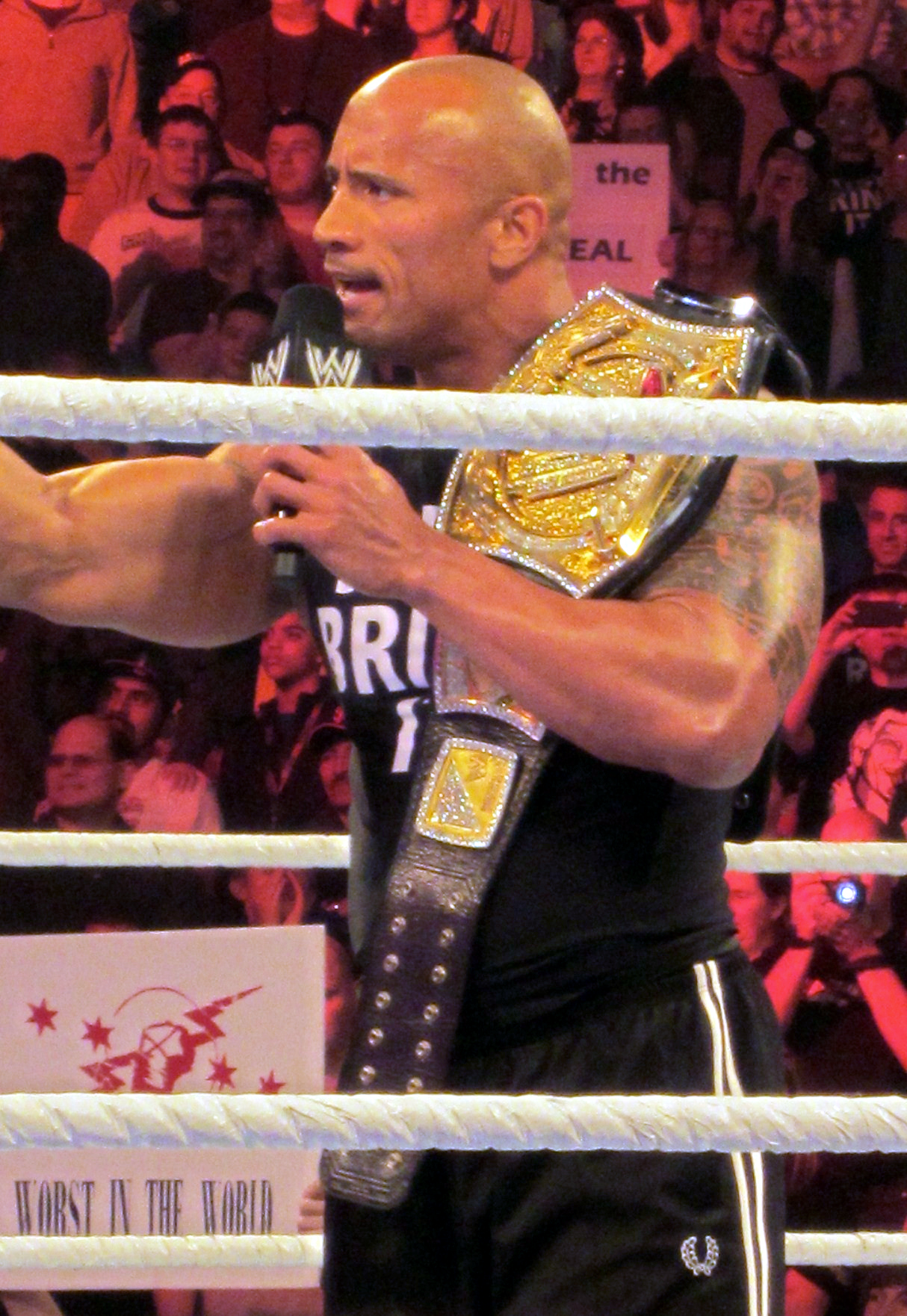
The Rock como WWE Champion em 2013.

  - PWI Match of the Year (1999) vs. Mankind em uma "I Quit" match no Royal Rumble[66]
  - PWI Match of the Year (2002) vs. Hulk Hogan na WrestleMania X8
  - PWI Most Popular Lutador of the Year (1999, 2000)[67]
  - PWI Lutador of the Year (2000)[68]
  - PWI o colocou como #1 dos 500 melhores lutadores durante a PWI 500 de 2000[69]

- United States Wrestling Association
  - USWA World Tag Team Championship (2 vezes) – com Bart Sawyer[70]

- World Wrestling Federation / World Wrestling Entertainment
  - WCW Championship (2 vezes)[71]
  - WWF/E Championship (8 vezes)[72]
  - WWF Intercontinental Championship (2 vezes)[73]
  - WWF Tag Team Championship (5 vezes) – com Mankind (3), The Undertaker (1) e Chris Jericho (1)[74]
  - Royal Rumble (2000)[3]
  - Slammy Award por Nova Sensação (1997)
  - Sexto Triple Crown Champion

### Prêmios como ator
- Teen Choice Awards - Melhor Vilão: O Retorno da Múmia (2001)
- Kids Choice Awards - Ator de Ação Favorito: Viagem 2 - A Ilha Misteriosa (2013)
- Shorty Awards - Melhor Ator (2016)
- People´s Choice Awards - Melhor Ator em Série de TV: Ballers (2016)
- People´s Choice Awards - Melhor Ator em Série de TV: Ballers (2017)
- Kids Choice Awards - Melhores Amigos Favoritos(com Kevin Hart): Central de Inteligencia (2017)
- Teen Choice Awards - Melhor Ator de Fantasia: Moana - Um Mar de Aventuras (2017)
- NAACP Image Awards - Artista do Ano (2017)
- Kids Choice Awards - Ator de Ação Favorito: Jumanji - Bem Vindo a Selva (2018)
- Teen Choice Awards - Melhor Ator de Ação: Jumanji - Bem Vindo a Selva (2018)
- Carburador de Prata - Melhor Careca Bombado (2018)
- MTV Movie Awards - Premio de Conquista para Toda a Vida (2019)